# Akcja pod Arsenałem

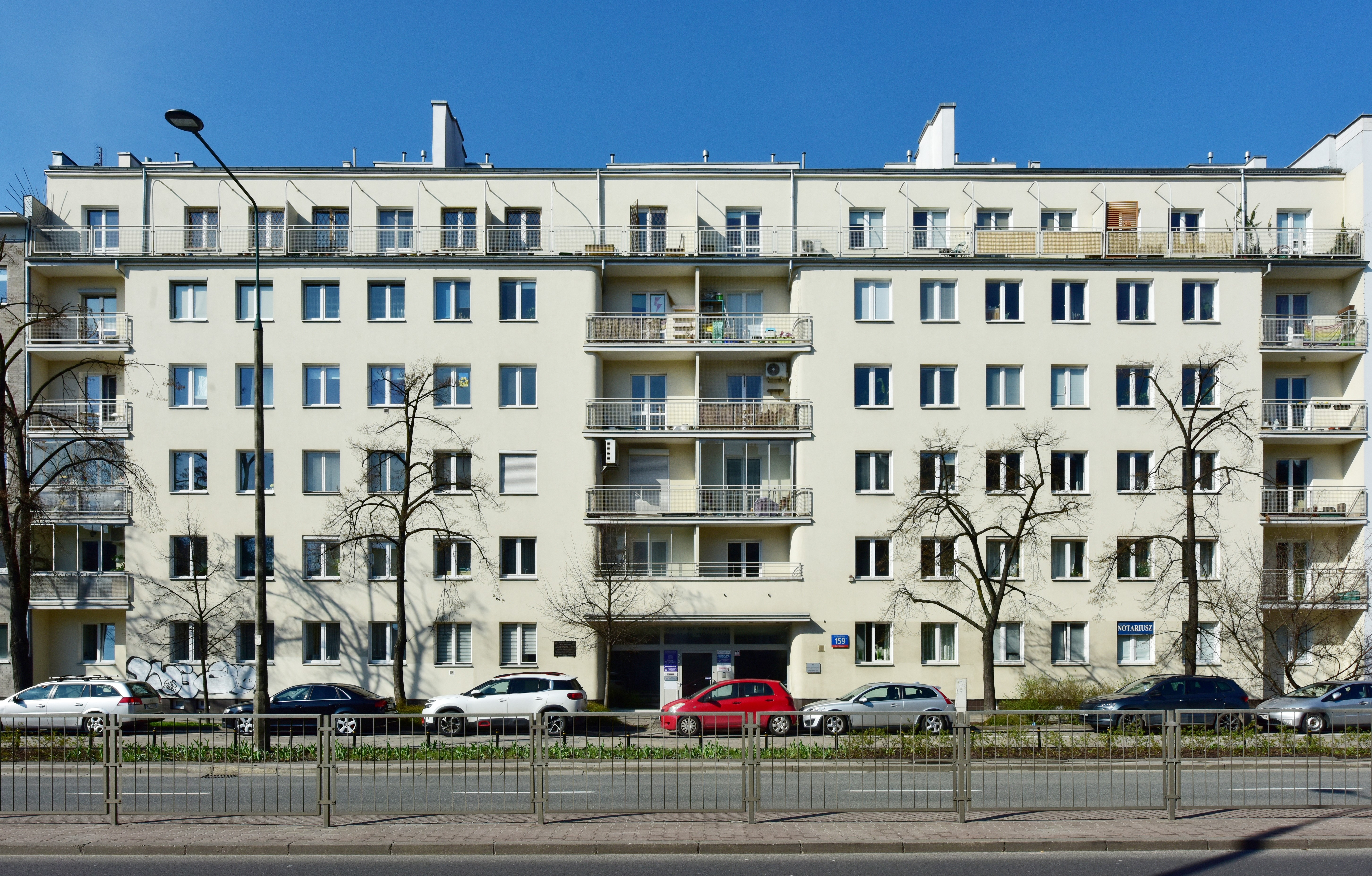
Dom przy al. Niepodległości 159, w której we wtorek 23 marca 1943 o 4.30 rano zostali aresztowani Jan Bytnar „Rudy” i jego ojciec Stanisław Bytnar. Po lewej stronie głównego wejścia widoczna tablica upamiętniająca „Rudego” wmurowana w 1980

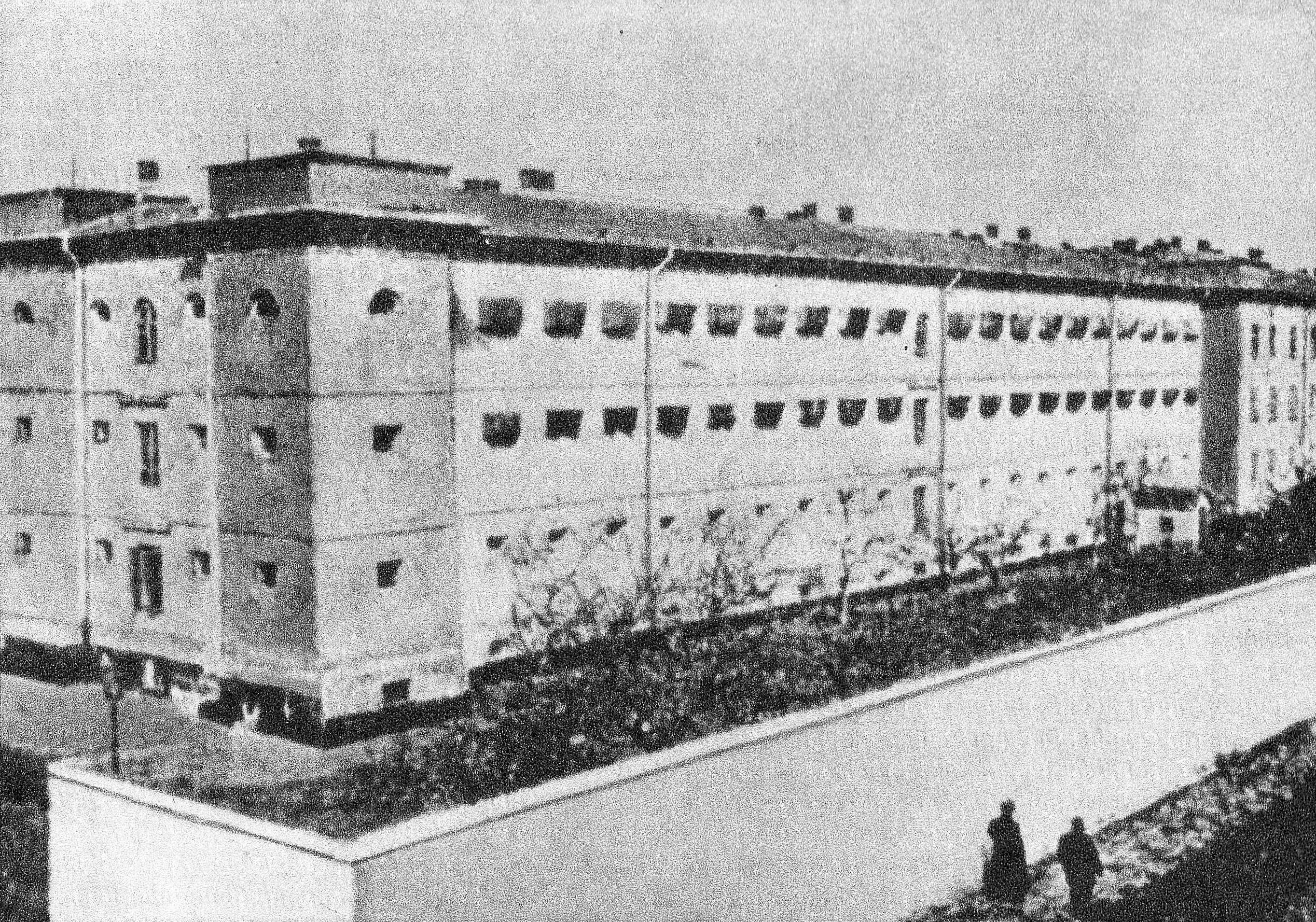
Pawiak, w latach 1939–1944 największe niemieckie więzienie w Generalnym Gubernatorstwie, do którego 23 marca 1943 zostali przewiezieni Bytnarowie

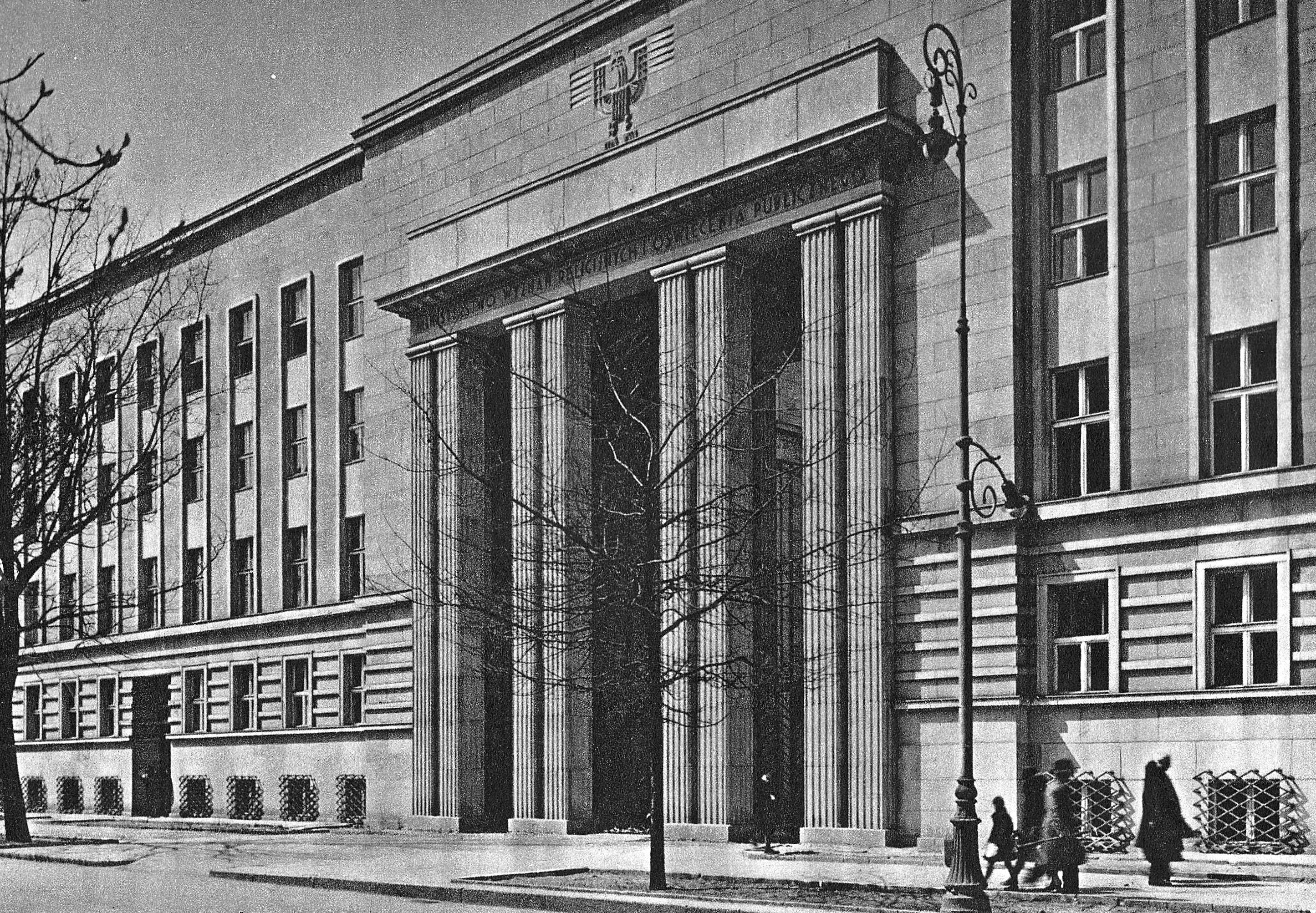
Gmach Ministerstwa Wyznań Religijnych i Oświecenia Publicznego w al. J.Ch. Szucha 25, w latach 1939–1945 siedziba Gestapo w dystrykcie warszawskim. Stąd w piątek 26 marca 1943 ok. 17:00 wyjechała na Pawiak ciężarówka przewożąca 21 więźniów, wśród nich „Rudego”

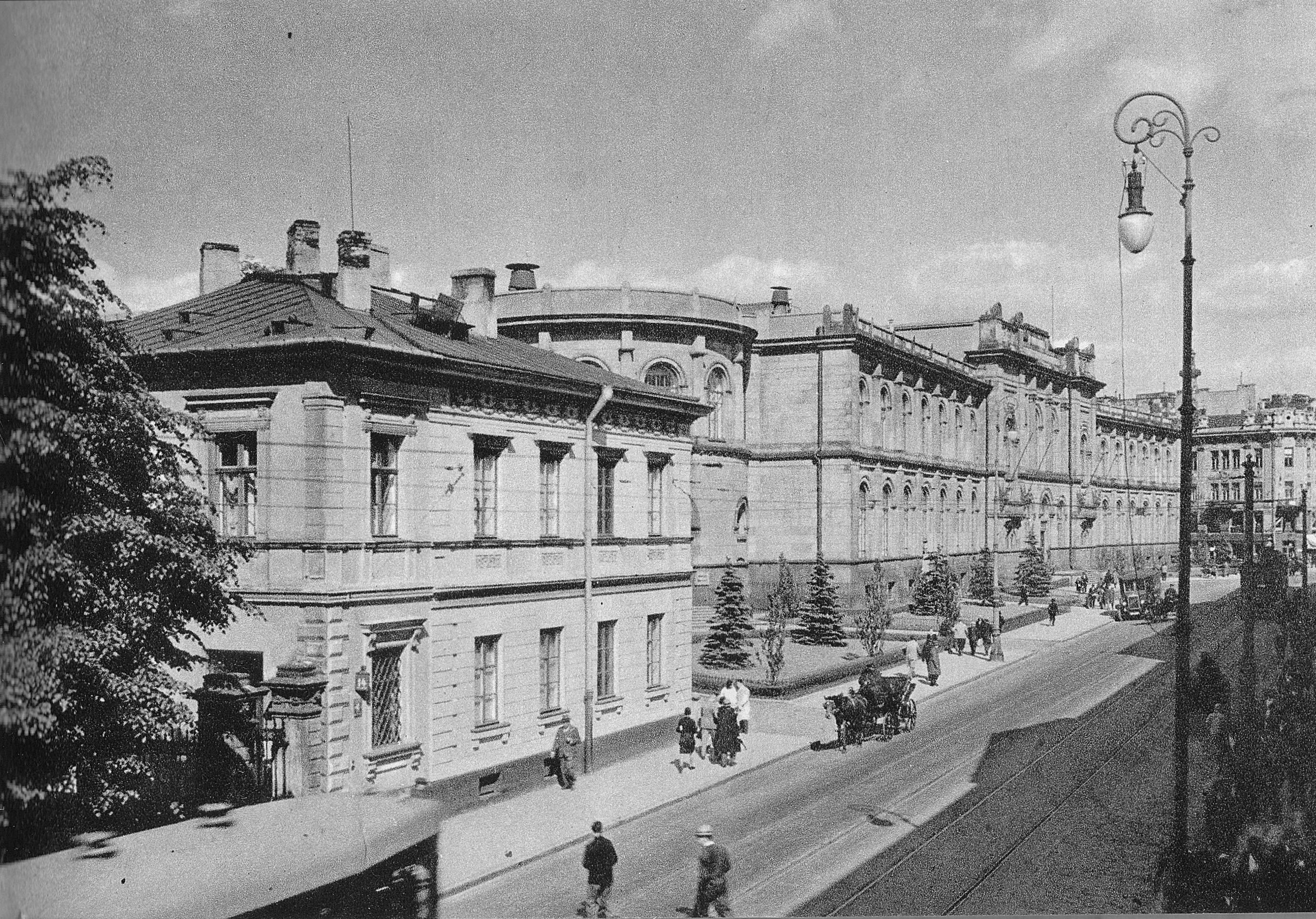
Ulica Bielańska, widok w kierunku placu Teatralnego. Ustawiony przed widocznym na zdjęciu gmachem Banku Polskiego Witold Bartnicki „Kadłubek” jako pierwszy dostrzegł nadjeżdżającą ciężarówkę i przekazał umówiony sygnał czekającemu u wylotu ulicy Tłomackie Konradowi Okolskiemu „Kubie”

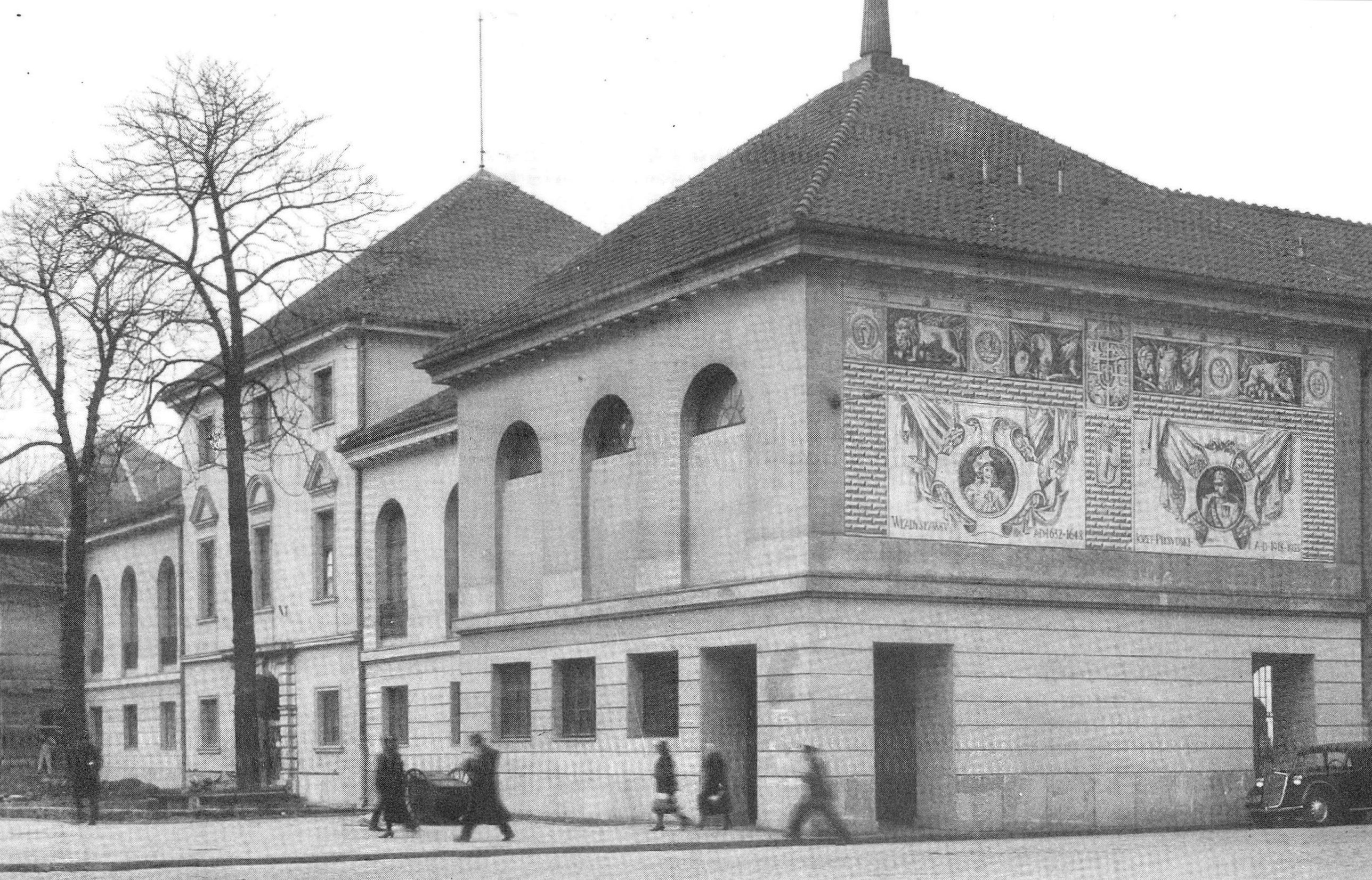
Gmach Arsenału. Pod dekoracją sgraffitową widoczne podcienia – początek ciągnącego się przez całą długość wschodniego skrzydła budynku, wzdłuż wąskich na tym odcinku Nalewek, pasażu dla pieszych. Stanowiły one osłonę dla członków grupy „Atak” przemieszczających się z pierwotnych stanowisk zajmowanych na chodniku pod Pasażem Simonsa w kierunku płonącej ciężarówki przy ulicy Długiej. Podcienia nie zostały odtworzone podczas powojennej odbudowy zniszczonego w 1944 budynku

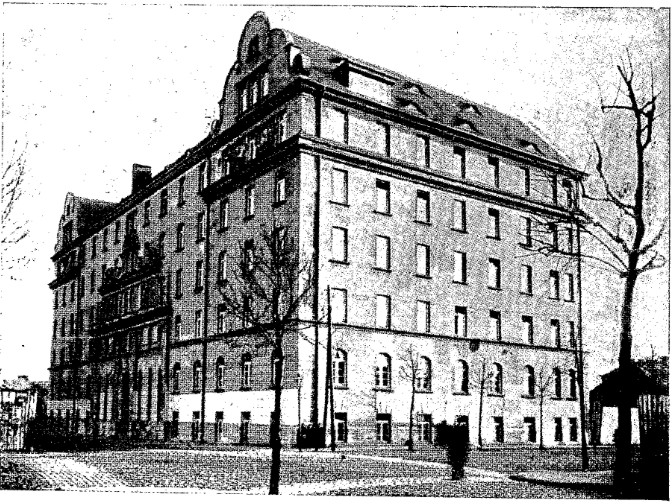
Gmach Żydowskiego Domu Akademickiego przy ul. Sierakowskiego 7, do którego w czasie okupacji przeniesiono Szpital Przemienienia Pańskiego. Tam po akcji przewieziono śmiertelnie rannego Tadeusza Krzyżewicza „Buzdygana”

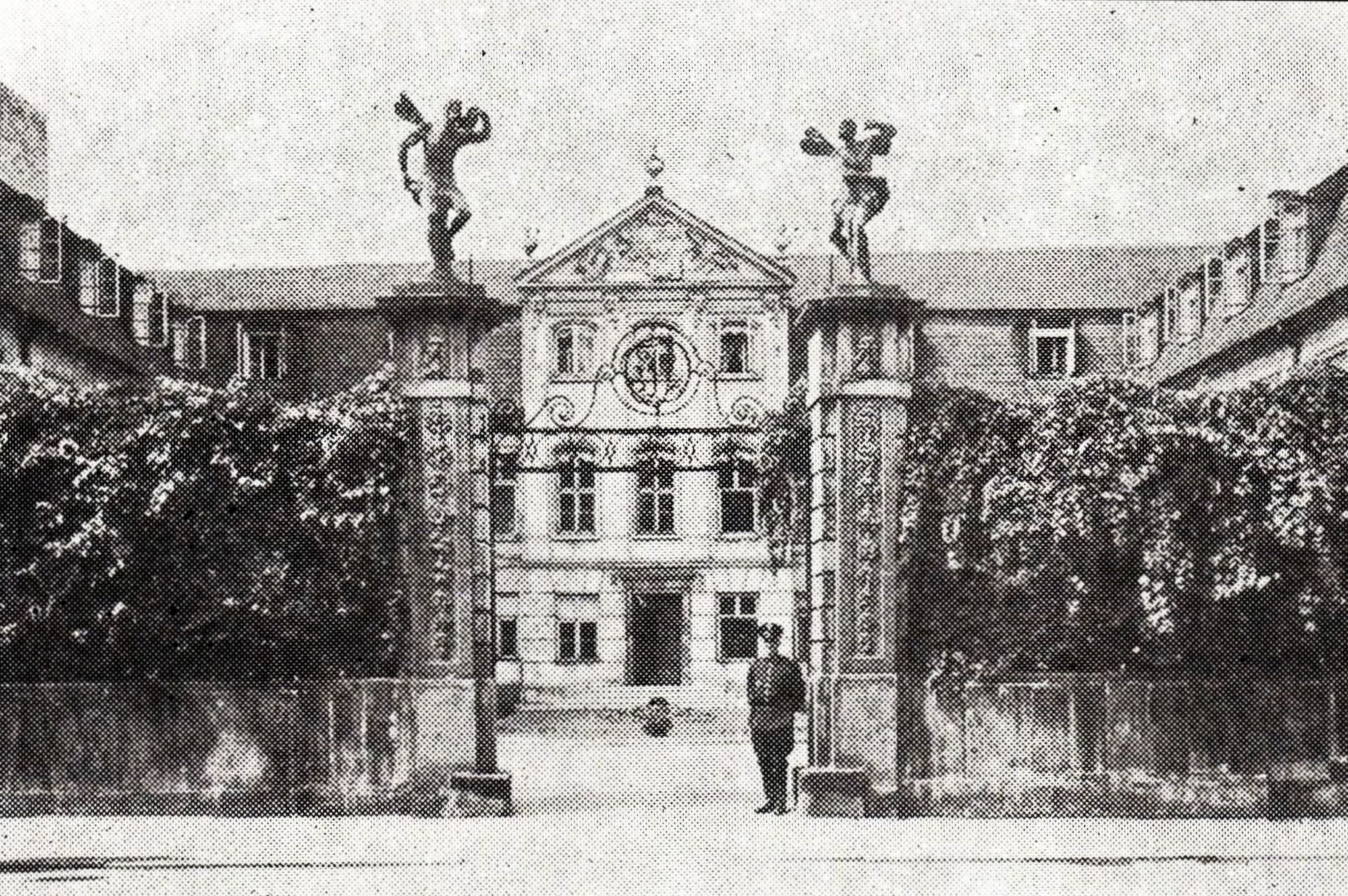
Pałac pod Czterema Wiatrami, przed którym w czasie odwrotu został śmiertelnie ranny Aleksy Dawidowski „Alek”

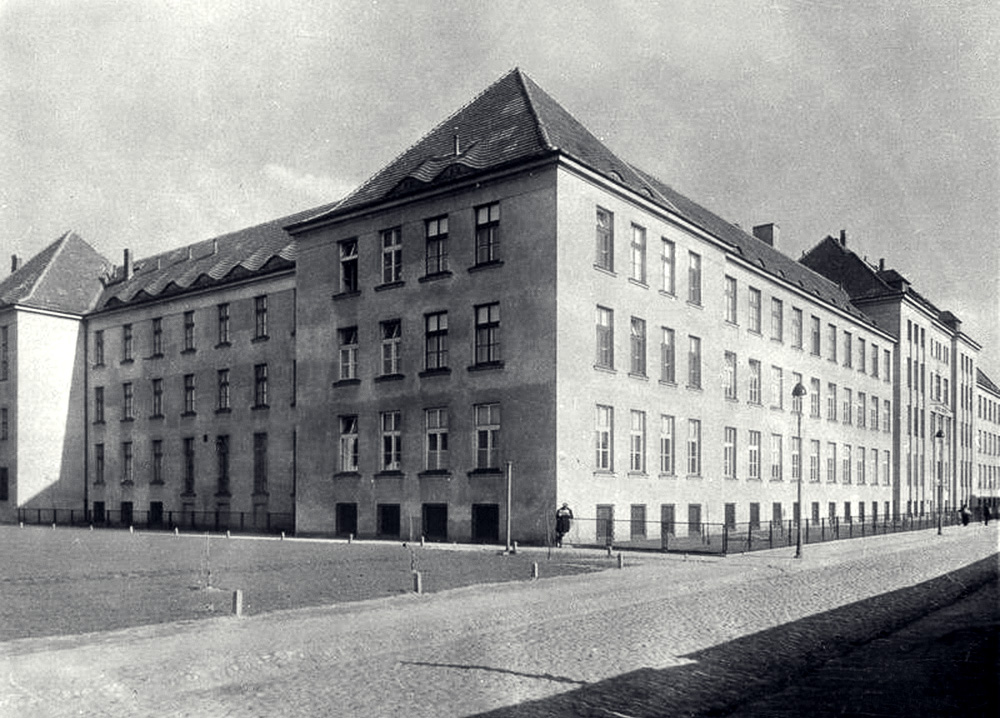
Gmach Szpitala Wolskiego przy ul. Płockiej 26 (obecnie w budynku mieści się Instytut Gruźlicy i Chorób Płuc), w którym 30 marca 1943 zmarł „Rudy”

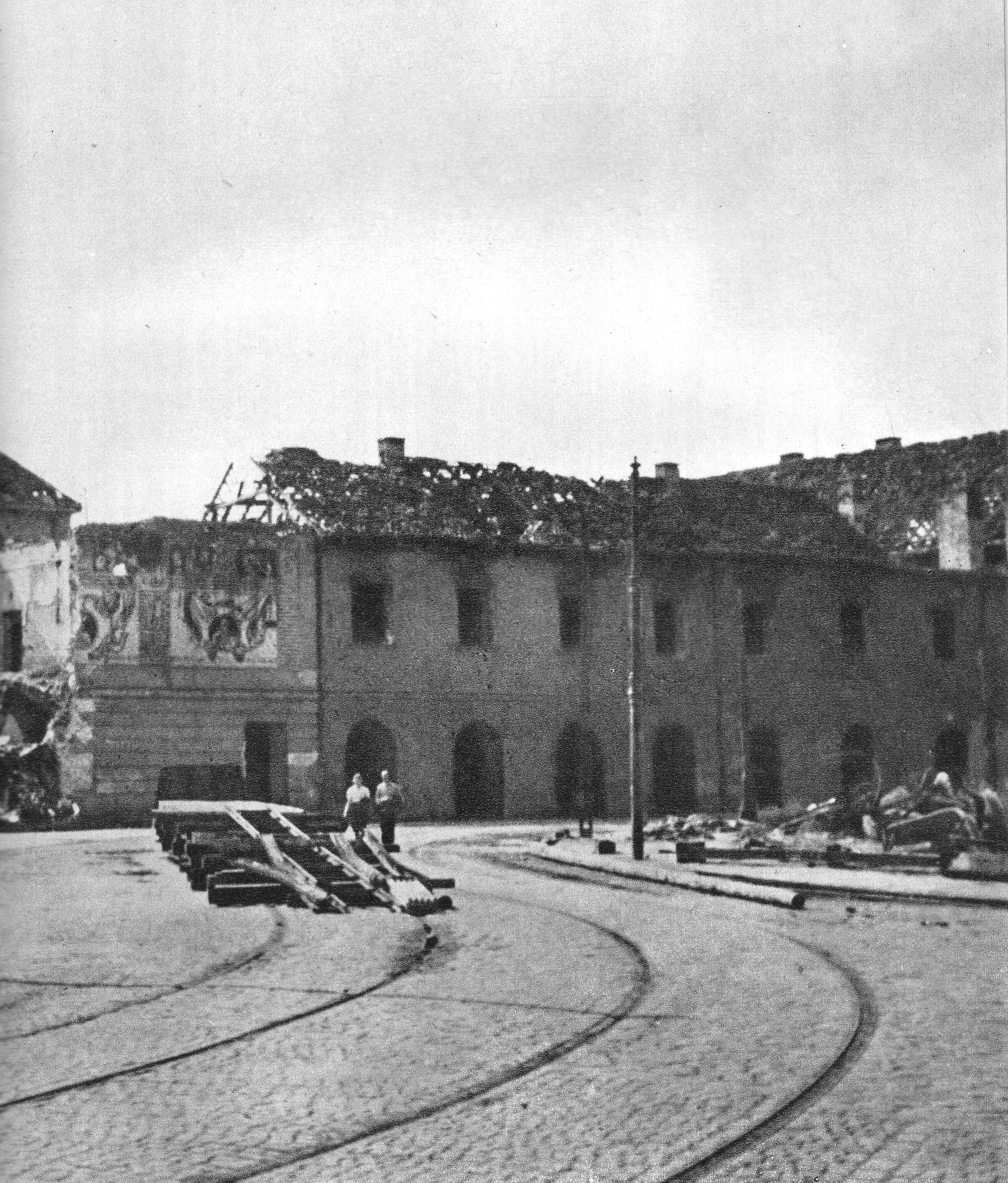
Miejsce akcji w 1945

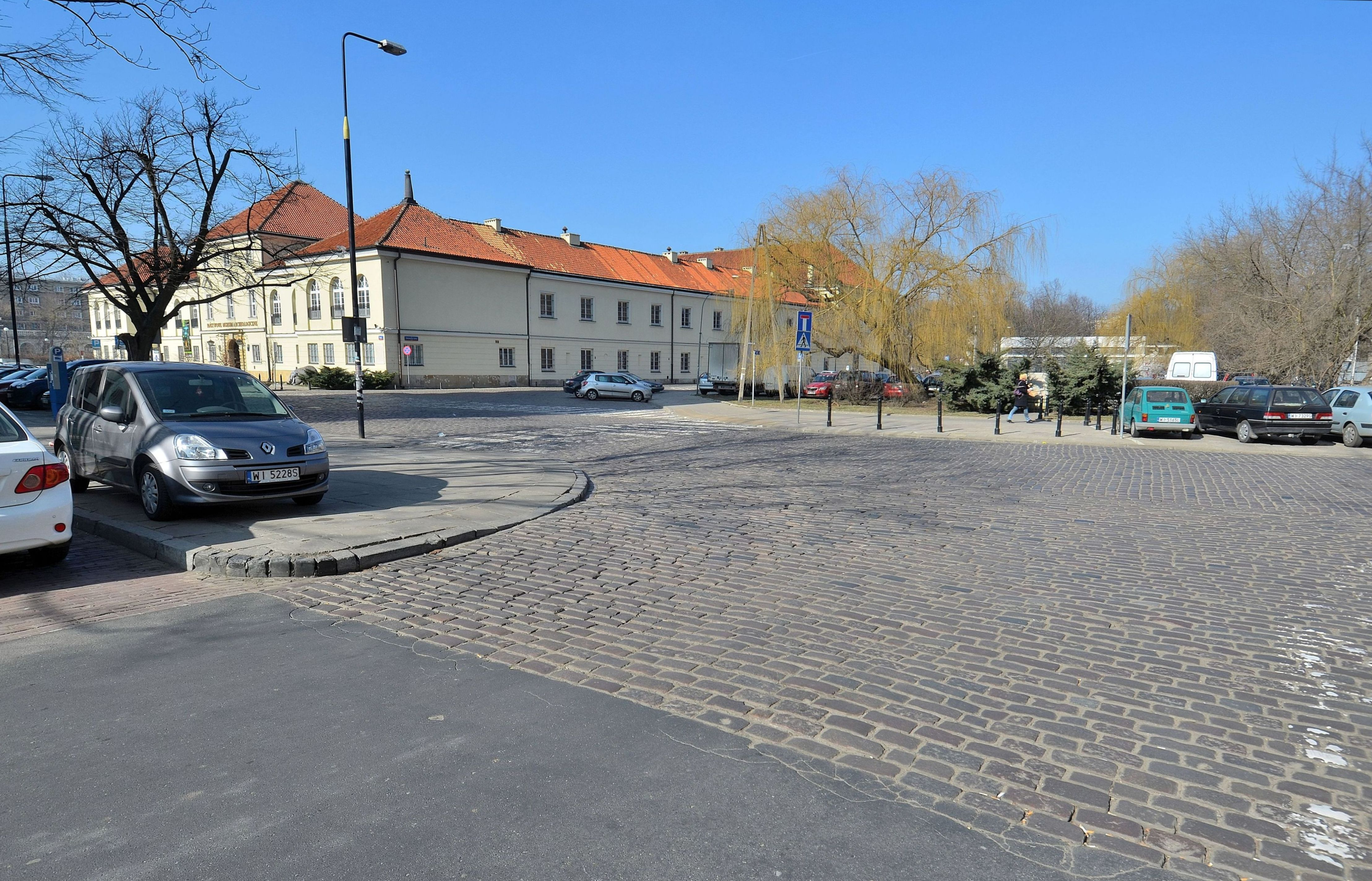
Ulica Bielańska przy Długiej współcześnie. W 1944 zniszczeniu uległa większość okolicznej zabudowy, zachowały się jedynie układ oraz przedwojenna nawierzchnia ulic

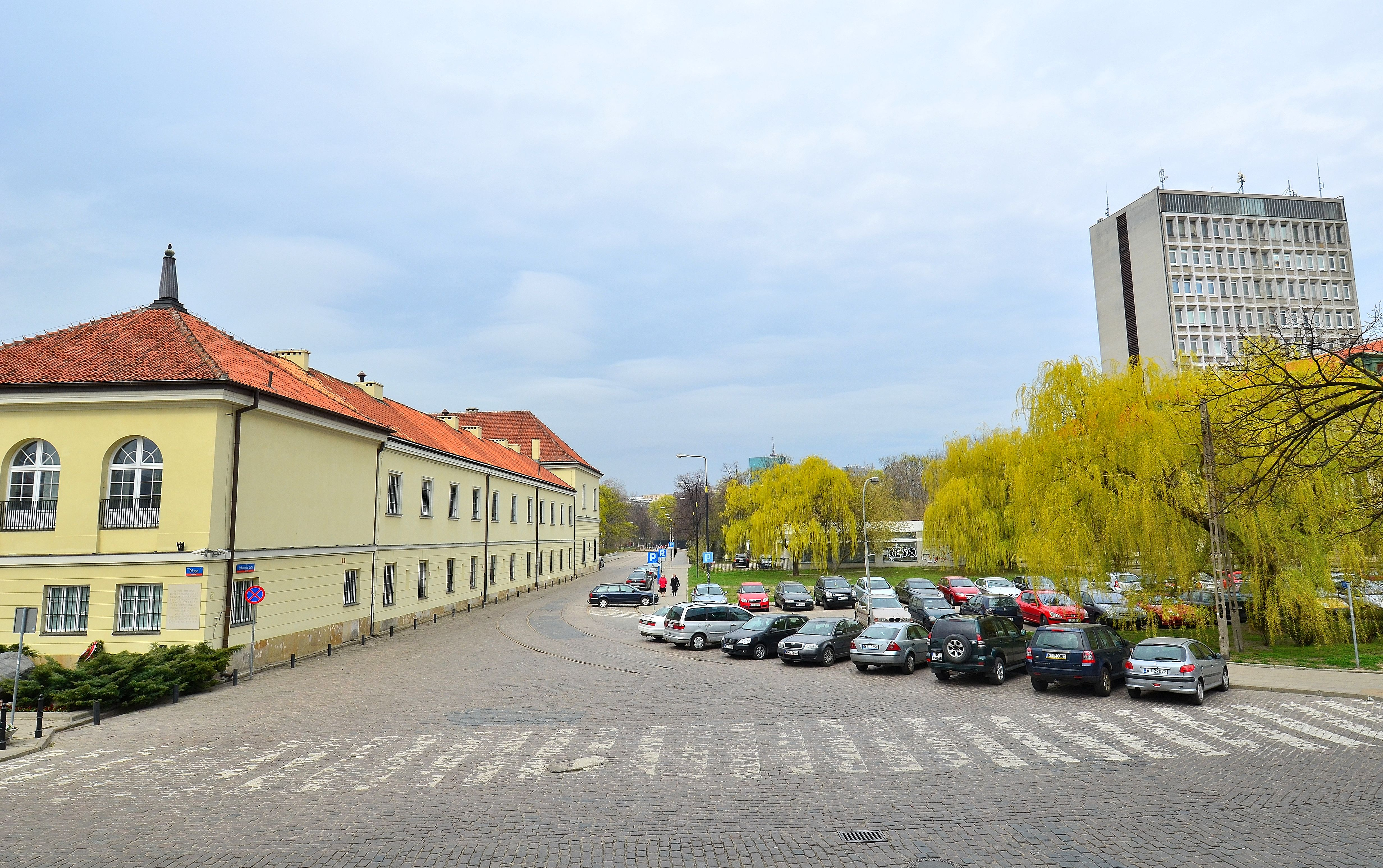
Ulica Nalewki (obecnie ul. Stare Nalewki), w którą według planu akcji powinna była skręcić ciężarówka z więźniami. Na chodniku po prawej stronie, vis-à-vis Arsenału, byli rozstawieni – tworząc kolejne linie ataku – członkowie sekcji „Butelki”, „Sten I”, „Sten II” i „Granaty”

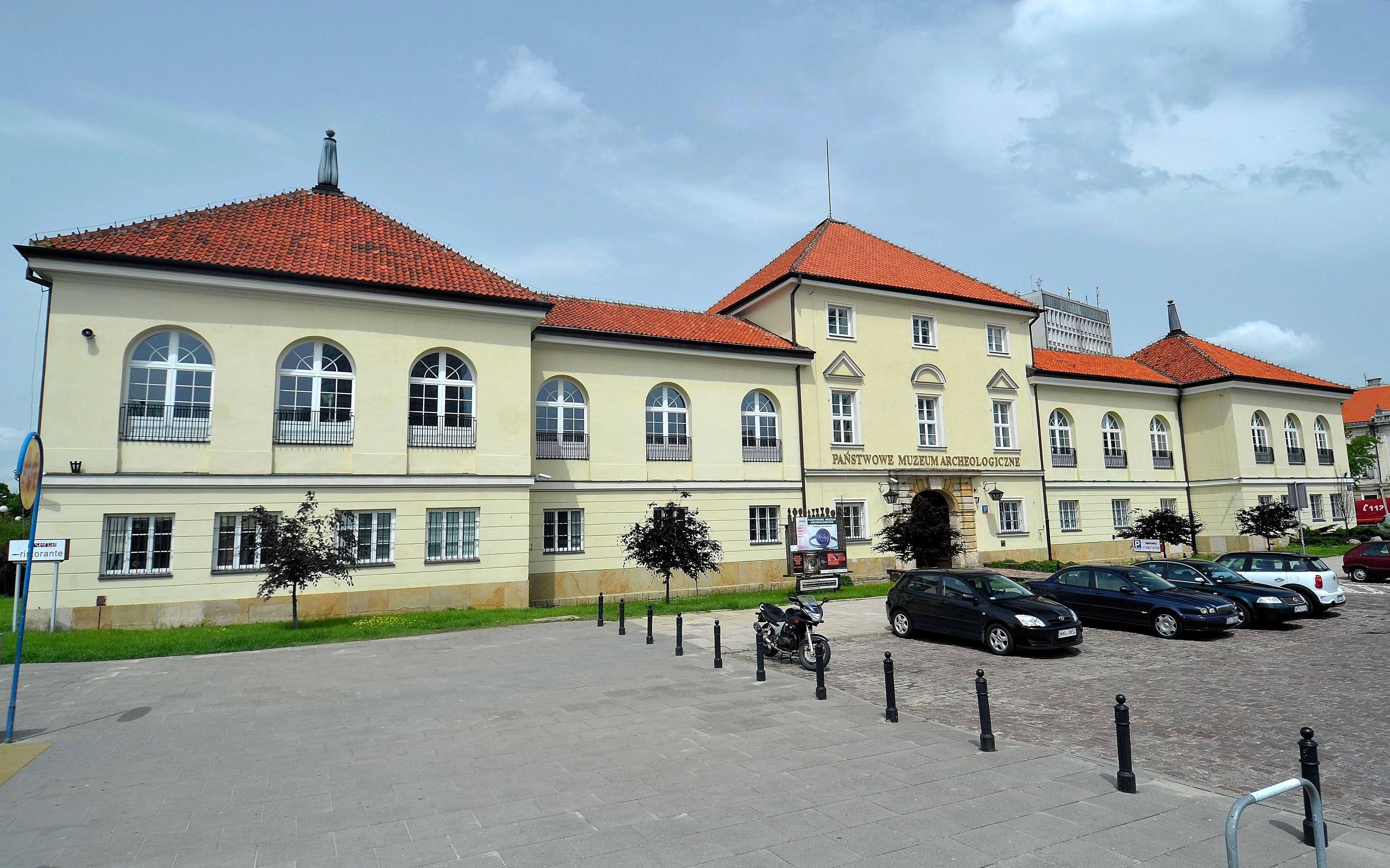
Budynek Arsenału od strony południowo-zachodniej. W pobliżu tego miejsca zatrzymała się podpalona przez sekcję „Butelki” ciężarówka z więźniami

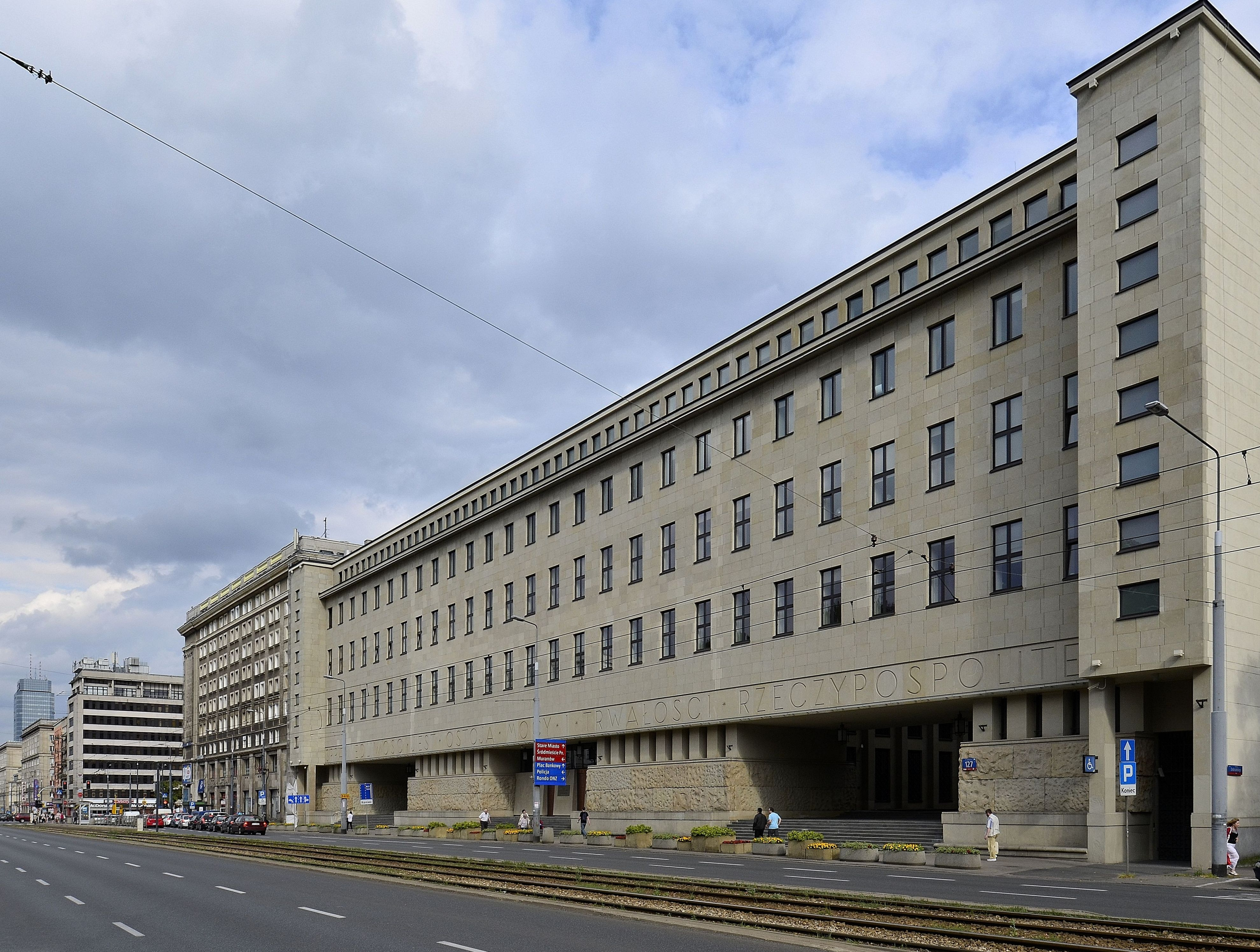
Gmach Sądów Grodzkich przy al. „Solidarności” 127 (dawniej ul. Leszno 53/55; stąd jego zwyczajowa nazwa „Sądy na Lesznie”). Miejsce ostatnich walk podczas akcji „Meksyk II”

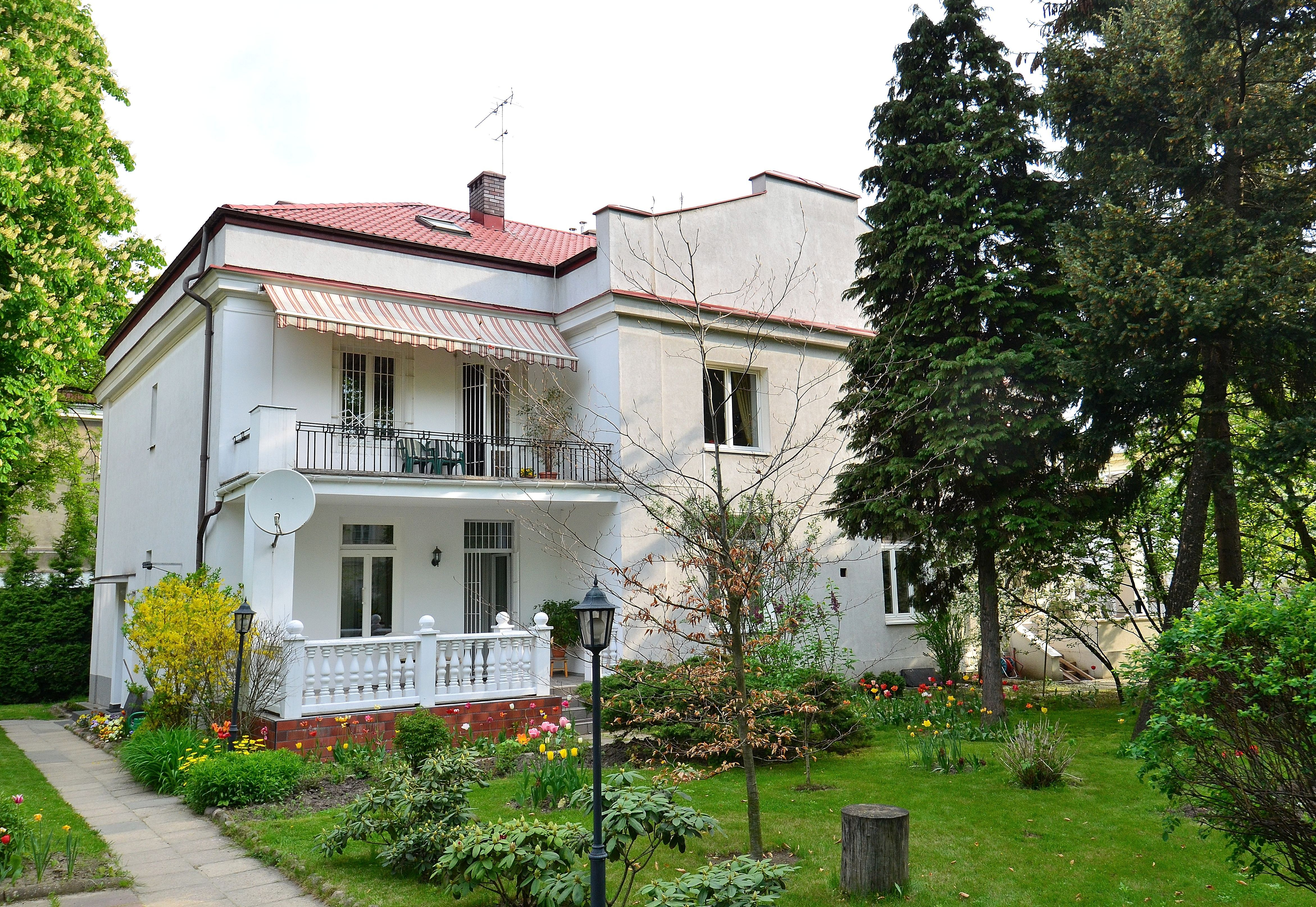
Willa przy ul. Ursynowskiej (obecnie nr 46 i 48) w której urządzono punkt sanitarny

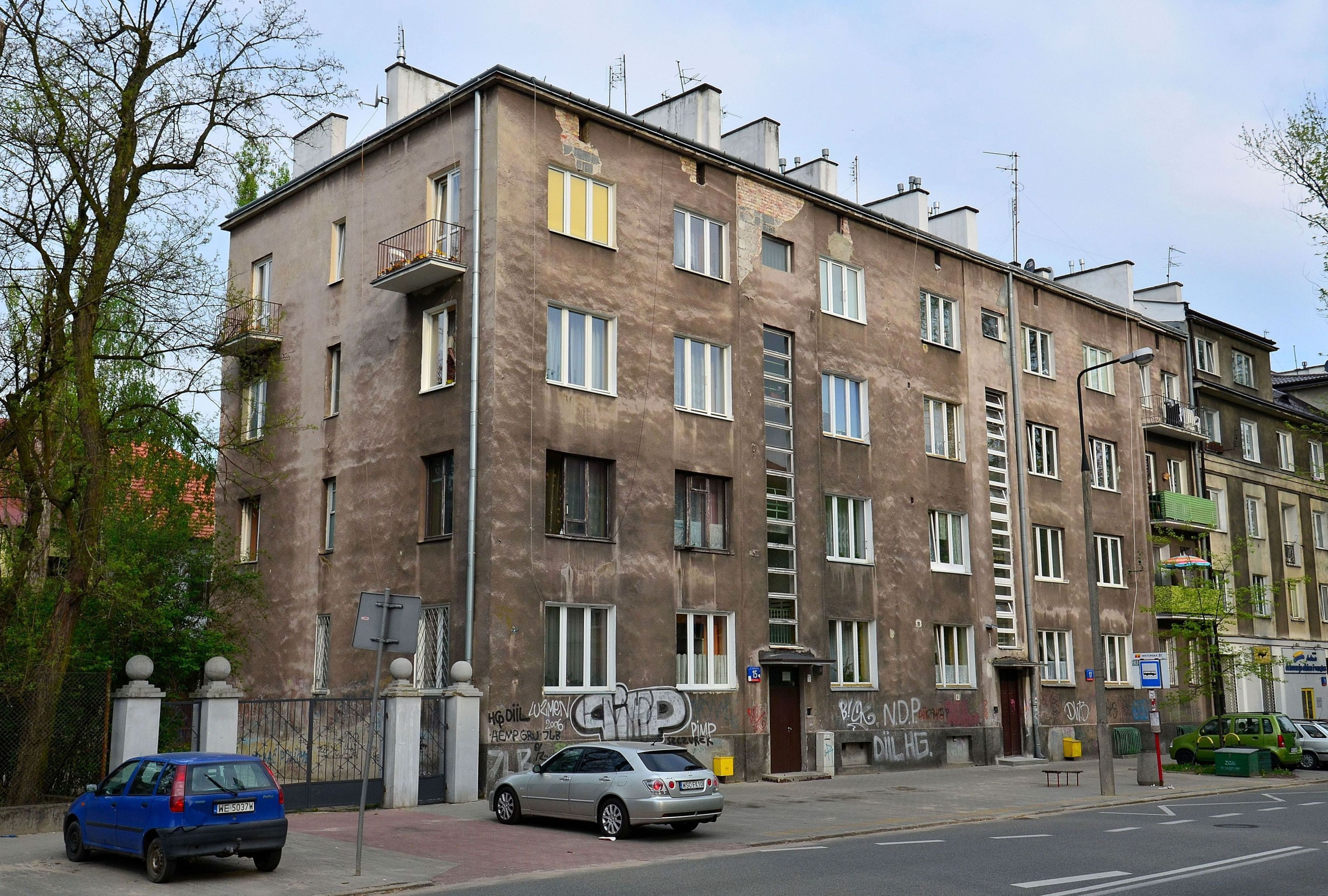
Kamienica przy ul. Kazimierzowskiej 15. Tam na pierwszym piętrze znajdowało się mieszkanie Gustawa Wuttke, do którego wieczorem 26 marca z punktu sanitarnego przy ul. Ursynowskiej koledzy przenieśli skatowanego „Rudego”

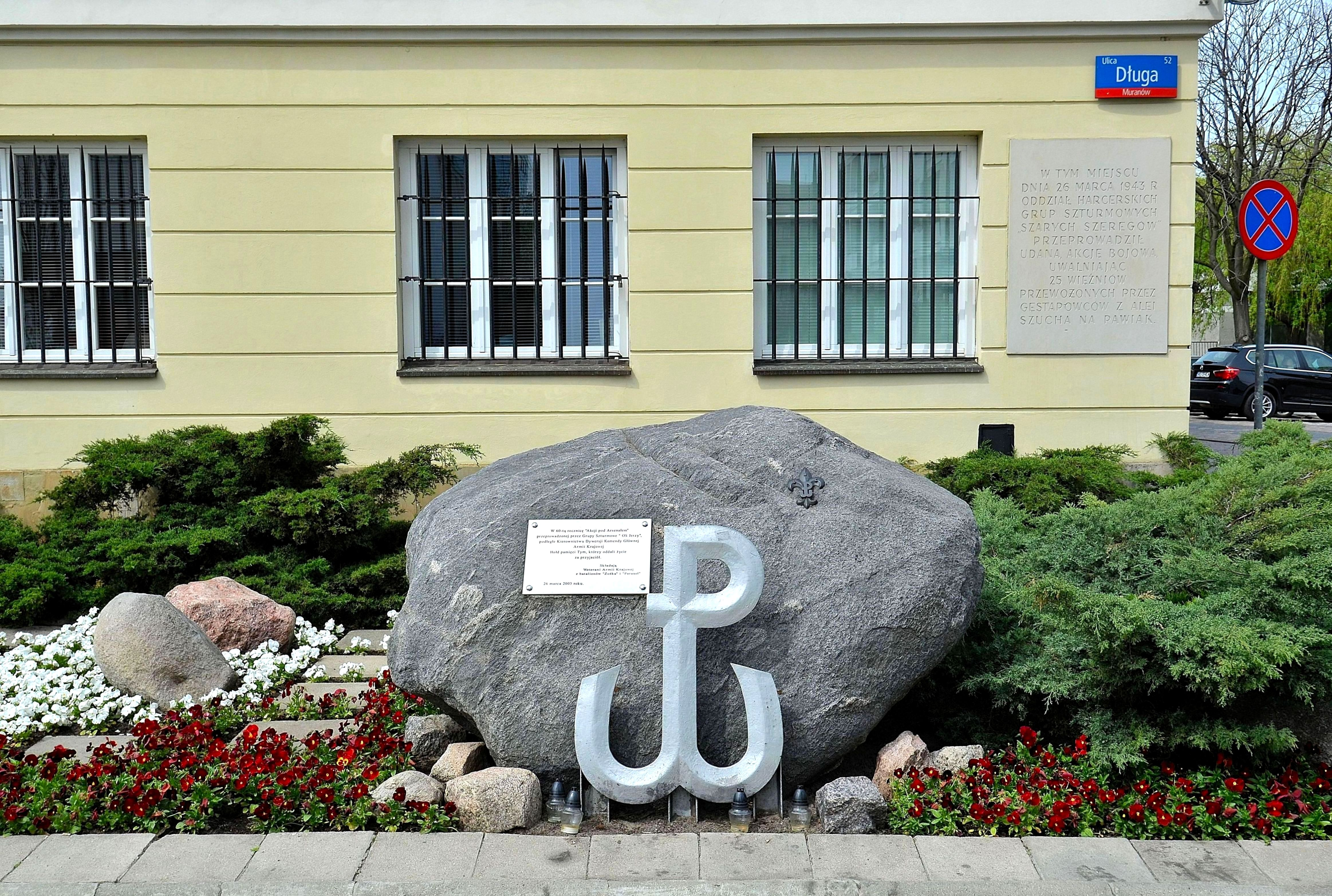
Gmach Arsenału. Kamień i tablica pamiątkowa w pobliżu miejsca ataku

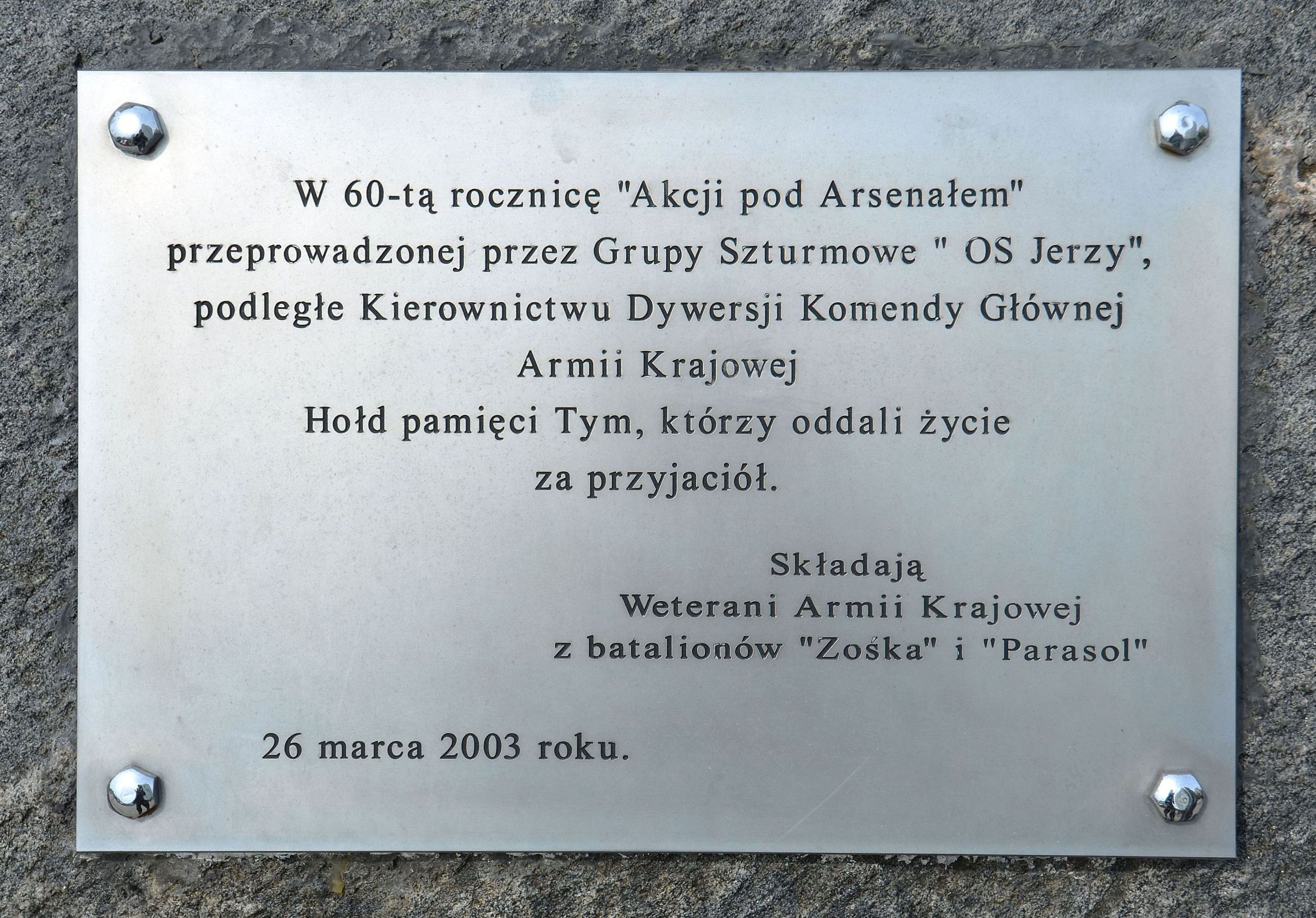
Tablica od weteranów Armii Krajowej z batalionów „Zośka” i „Parasol” umieszczona na kamieniu pamiątkowym 26 marca 2003

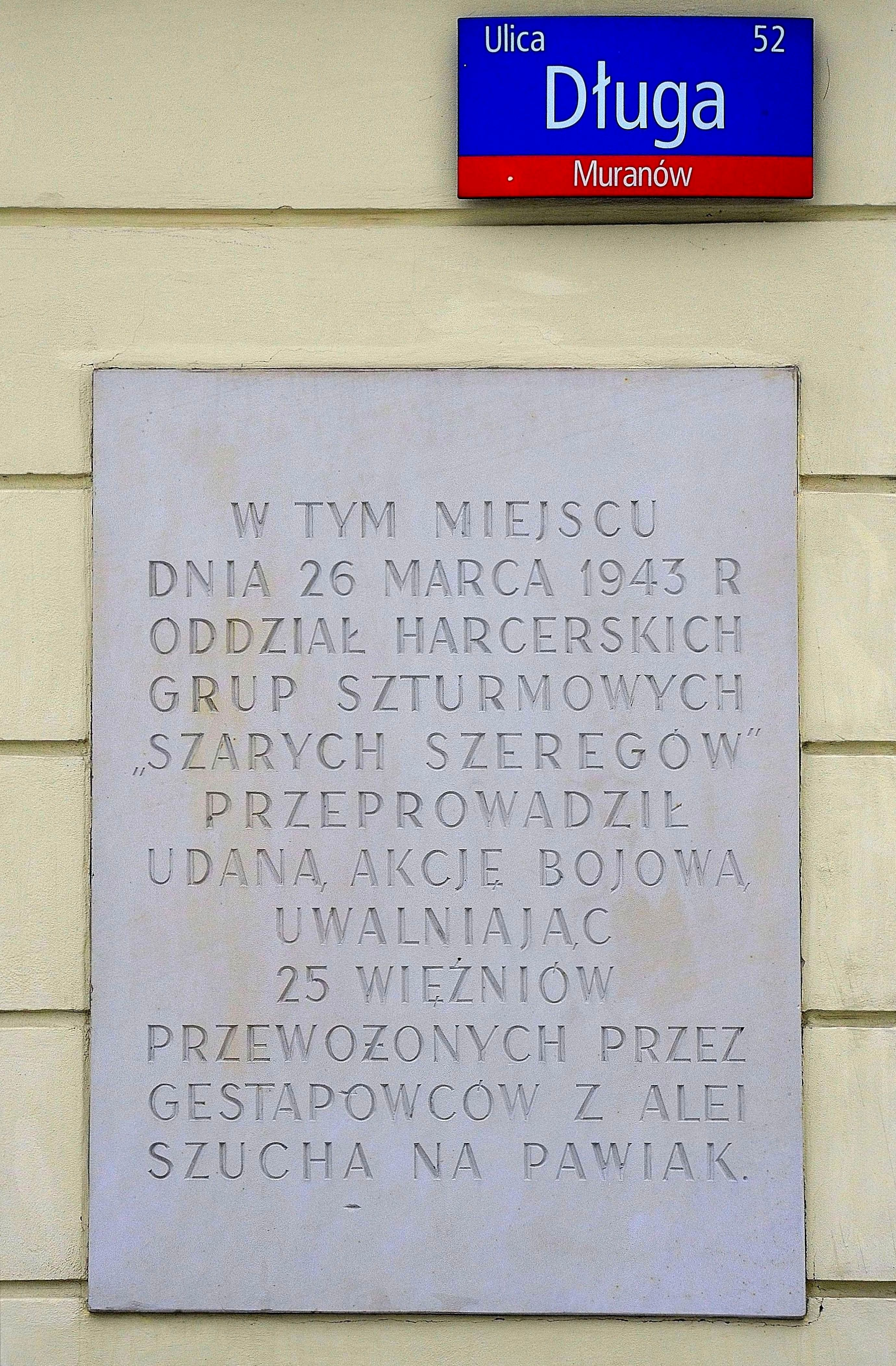
Tablica umieszczona na ścianie Arsenału w 1968. Widniejąca na niej liczba 25 uwolnionych więźniów została później skorygowana (zmniejszona z 25 do 21 osób)

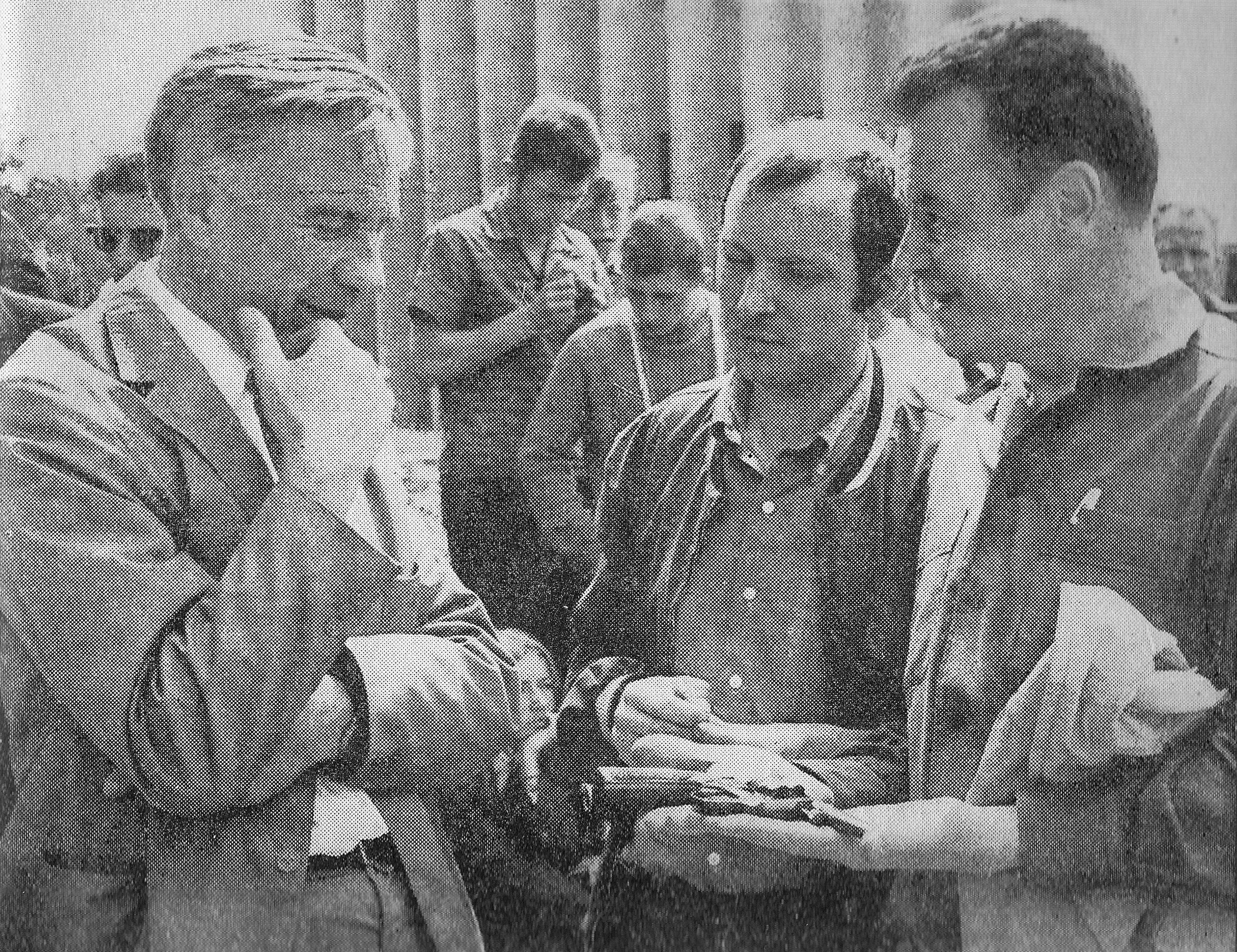
Dowódca akcji Stanisław Broniewski „Orsza” (pierwszy z lewej) na planie filmu Strzały pod Arsenałem (1969)

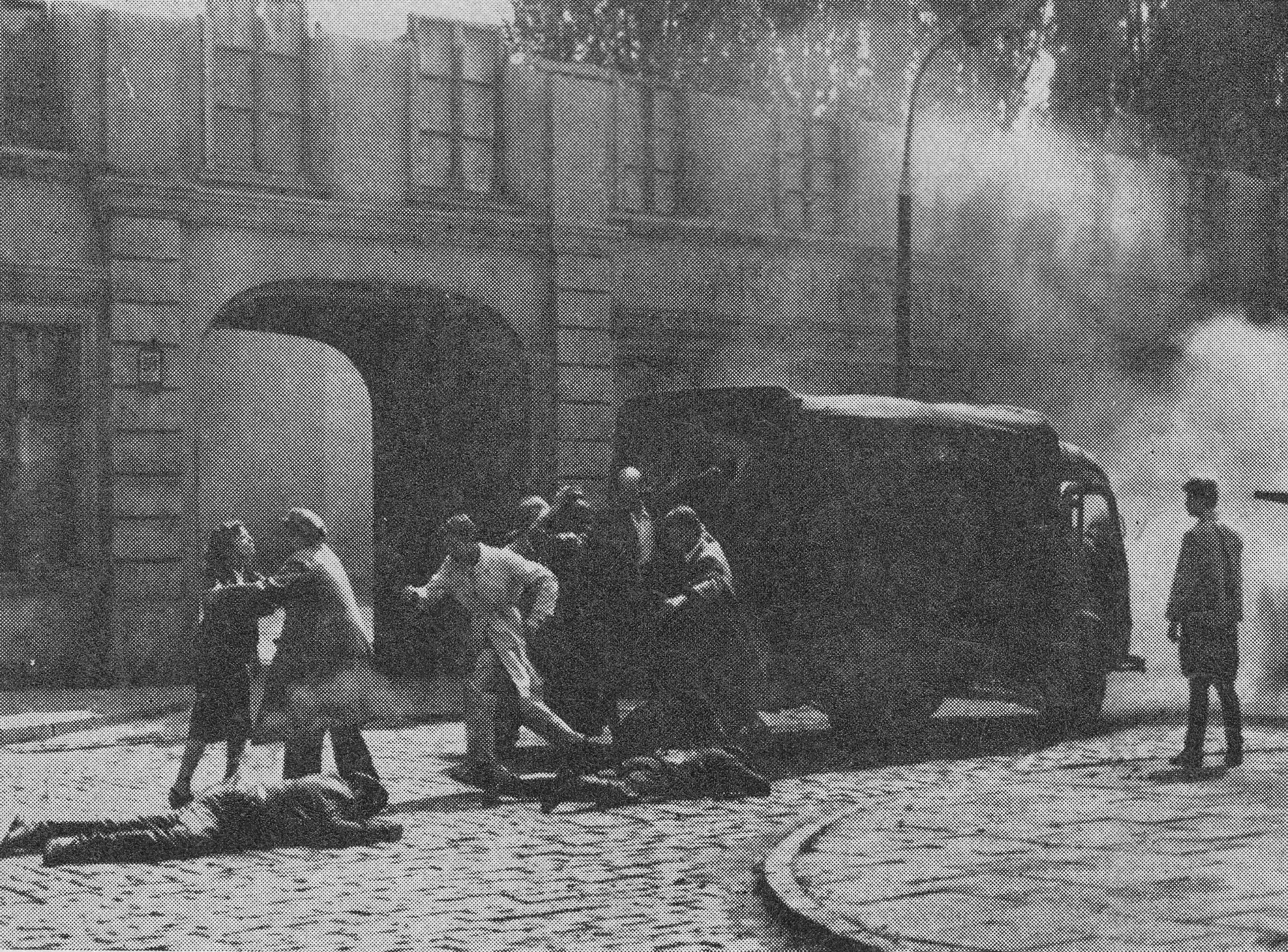
Atak na ciężarówkę z więźniami na planie filmu Akcja pod Arsenałem w reżyserii Jana Łomnickiego (1977)

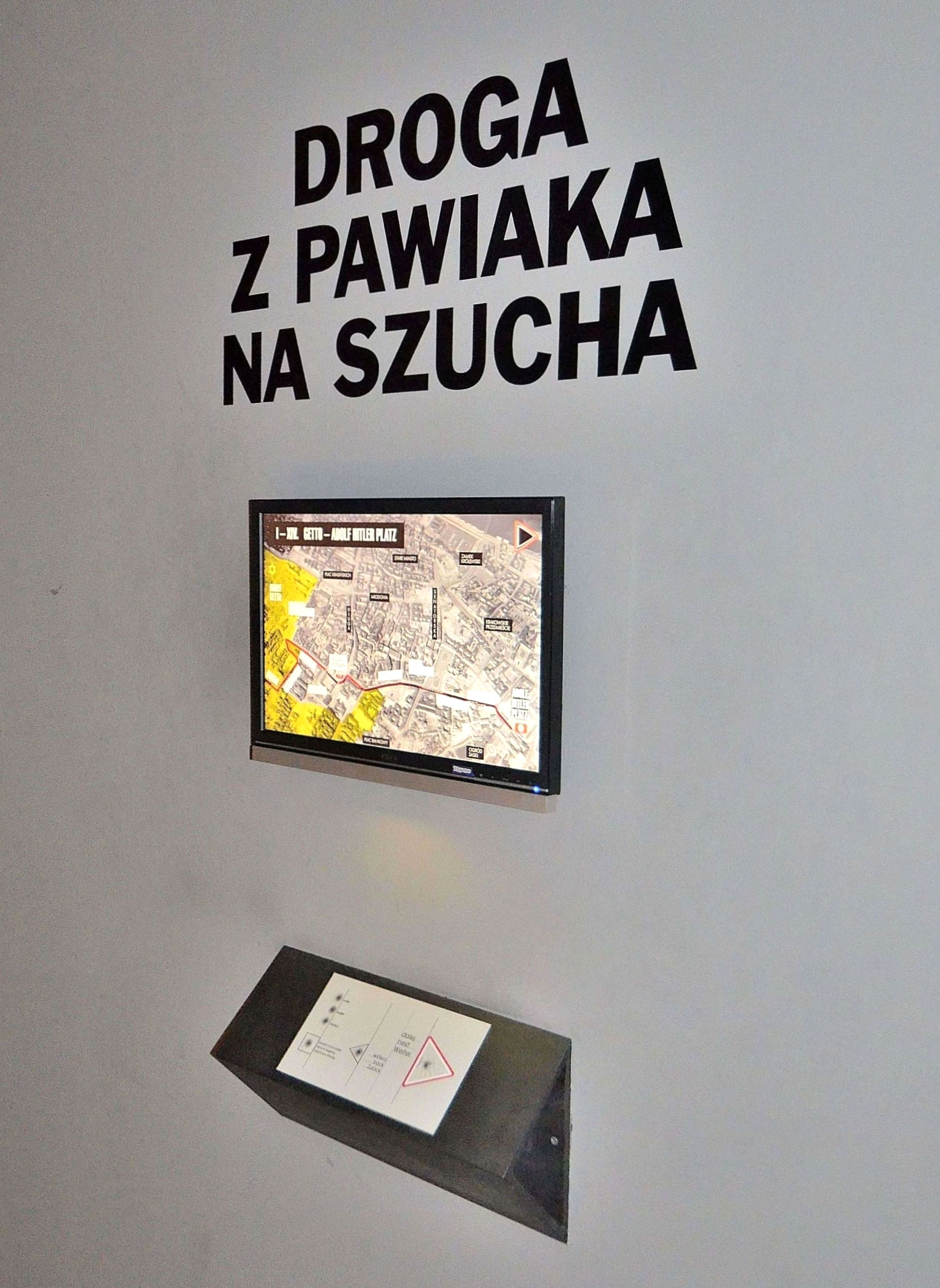
Multimedialna prezentacja pokazująca trasę przejazdu więźniów z Pawiaka do siedziby Gestapo przy al. J.Ch. Szucha 25 w Mauzoleum Walki i Męczeństwa w Warszawie

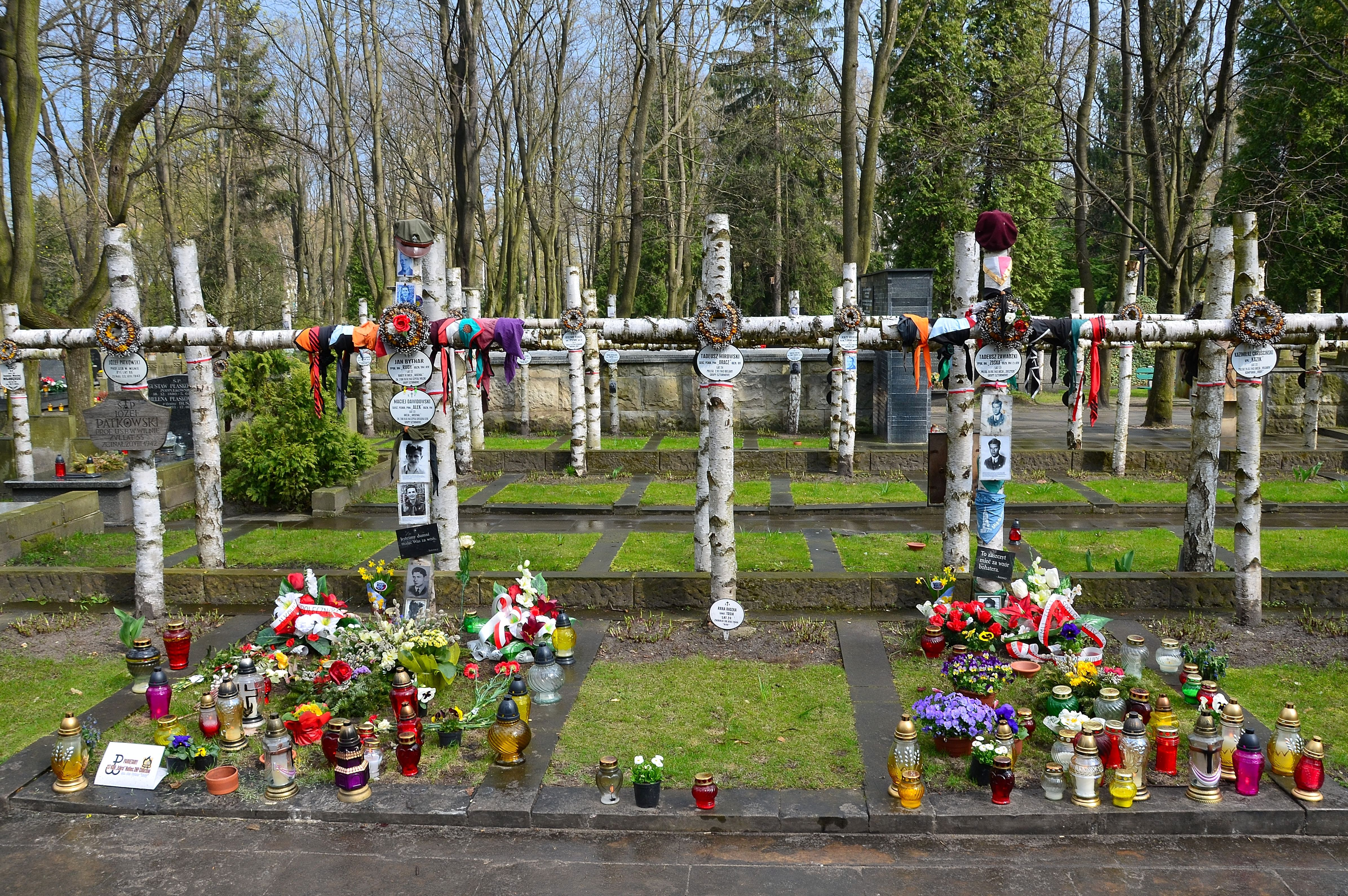
Groby „Rudego”, „Alka” i „Zośki” w kwaterze Harcerskiego Batalionu Armii Krajowej „Zośka” (A–20) na Cmentarzu Wojskowym na Powązkach

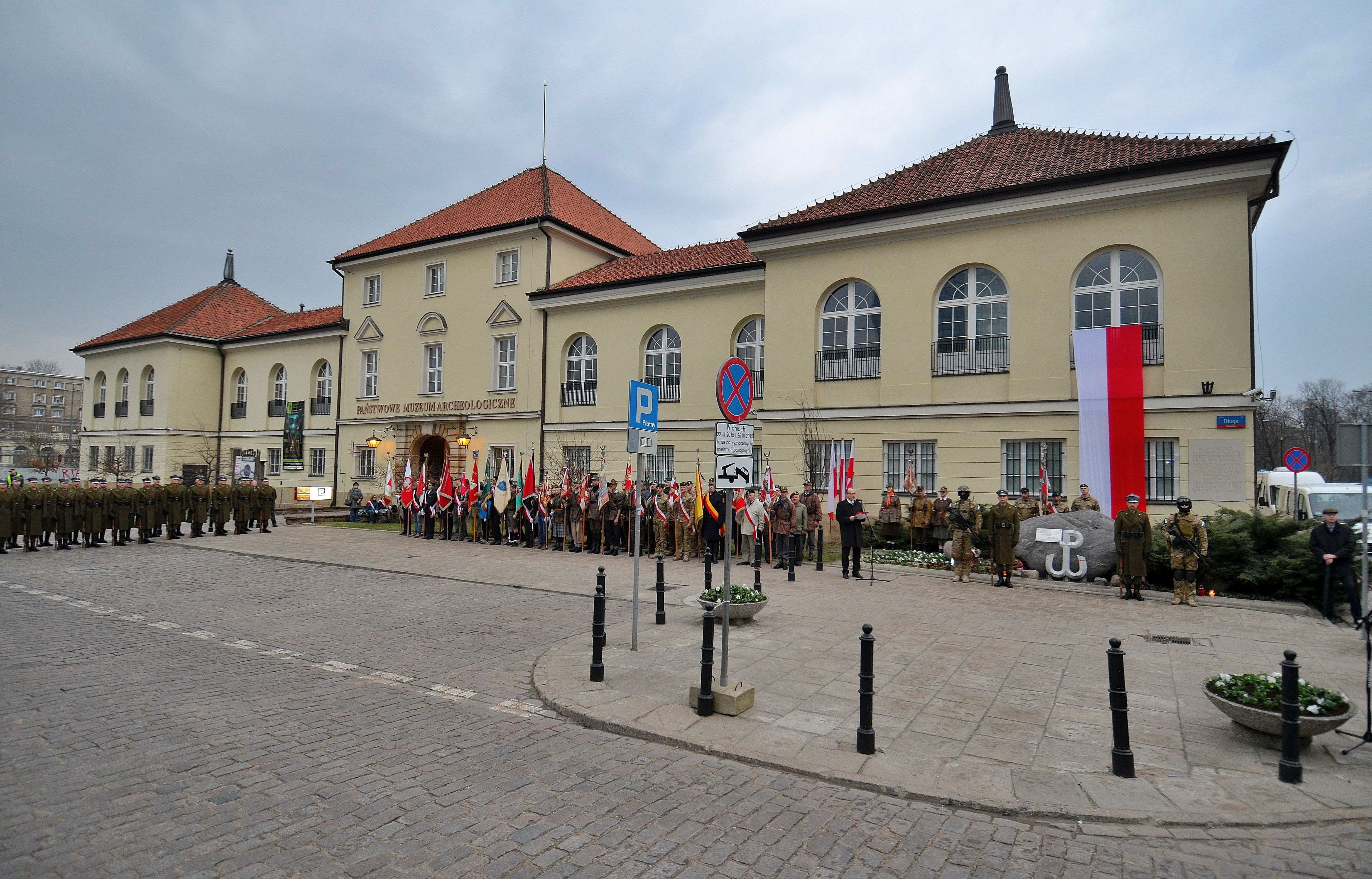
Obchody 72. rocznicy akcji pod Arsenałem (2015)

Akcja pod Arsenałem – akcja zbrojna Grup Szturmowych Szarych Szeregów o kryptonimie „Meksyk II” przeprowadzona 26 marca 1943 w pobliżu Arsenału u zbiegu ulic: Bielańskiej, Długiej i Nalewki w Warszawie. W jej wyniku uwolniono podharcmistrza Jana Bytnara „Rudego” oraz 20 innych więźniów przewożonych po przesłuchaniach z siedziby Gestapo w alei J. Ch. Szucha 25 do więzienia Pawiak przy ul. Dzielnej 24/26.
Akcja została zaplanowana przez Tadeusza Zawadzkiego ps. „Zośka”. Jej dowódcą był Stanisław Broniewski ps. „Orsza”.

## Geneza
W nocy z 18 na 19 marca 1943 Gestapo aresztowało dowódcę Hufca „Praga” warszawskich Grup Szturmowych Henryka Ostrowskiego „Heńka” wraz z jego poślubioną kilka tygodni wcześniej żoną Walentyną. W mieszkaniu Ostrowskich przy ul. Osieckiej 31 Niemcy znaleźli materiały wybuchowe, broń i amunicję, a także notatki zawierające prawdopodobnie adres dowódcy hufca „Południe” („Sadu”) Jana Bytnara „Rudego”.
„Rudy” został aresztowany wraz ze swoim ojcem Stanisławem we wtorek 23 marca 1943 o 4.30 rano w mieszkaniu Bytnarów w domu przy al. Niepodległości 159. Zostali wyprowadzeni na ulicę i dwoma różnymi samochodami przewiezieni na Pawiak. Tam po 15 minutach rozpoczęło się brutalne przesłuchanie „Rudego”. W celu jak najszybszego wydobycia zeznań był bity pejczami i kijami przez czterech gestapowców. W tym samym czasie trwała rewizja w mieszkaniu Bytnarów. W należącej do nich piwnicy znaleziono m.in. zerwane niemieckie flagi, krążki lontu prochowego, konspiracyjną prasę, afisze i ulotki, a także stemple do malowania na murach znaku Polski Walczącej. Rewizja zakończyła się ok. godz. 10.00.
Tego samego dnia przed południem „Rudego” przewieziono do głównej siedziby Gestapo w dystrykcie warszawskim mieszczącej się w gmachu Ministerstwa Wyznań Religijnych i Oświecenia Publicznego w al. J. Ch. Szucha 25. Śledztwo na Szucha prowadziło dwóch doświadczonych funkcjonariuszy Gestapo, Herbert Schulz i Ewald Lange. Przesłuchania odbywały się w pokoju nr 228. Tam przeprowadzono również konfrontację „Rudego” z „Heńkiem”. W celu złamania Bytnara informacje zgromadzone w śledztwie przedstawiono mu jako zeznania kolegi.

## Pierwsza próba – akcja „Meksyk I”
W chwili aresztowania matka „Rudego” Zdzisława Bytnarowa przebywała pod Jędrzejowem. Nieobecna była również jego młodsza siostra Danuta („Duśka”), która poprzedniego dnia, z powodu awarii tramwaju na placu Trzech Krzyży, nie zdążyła dotrzeć do domu na Mokotów przed godziną policyjną i na polecenie ojca została na noc u znajomych przy ul. Hożej. Przypadkiem w czasie ich rozmowy telefonicznej w mieszkaniu Bytnarów przebywał syn sąsiadów, Stanisław Bukowski. Usłyszawszy nad ranem krzyki gestapowców i zobaczywszy wyprowadzanych na ulicę mężczyzn, Bukowski od razu po zakończeniu godziny policyjnej dotarł do Danuty z wiadomością o aresztowaniu jej ojca i brata. Ta przed godz. 7.00 osobiście przekazała tę informację przyjacielowi Bytnara i jego zwierzchnikowi – dowódcy warszawskich Grup Szturmowych i jednocześnie zastępcy Oddziału Specjalnego „Jerzy” (OS „Jerzy”) Tadeuszowi Zawadzkiemu „Zośce”.
Wiadomość o aresztowaniu „Rudego” wywołała alarm w Szarych Szeregach. Zawiadomiono wszystkich, których adresy znał „Rudy”, oraz tych, którzy znali jego adres (w mieszkaniu Bytnarów Gestapo urządziło tzw. kocioł). Oczyszczono z obciążających materiałów wykorzystywane lokale. Przeniesiono także magazyn broni i materiałów minerskich.
Jeszcze tego samego dnia „Zośka” opracował plan i skompletował grupę gotową do przeprowadzenia ataku na więźniarkę przewożącą Bytnara późnym popołudniem po przesłuchaniu z al. Szucha na Pawiak. Informację o tym, że „Rudy” znajdował się w transporcie powrotnym – mógł on bowiem również zostać zatrzymany na noc w niewielkim więzieniu śledczym mieszczącym się w suterenie lewego skrzydła centrali Gestapo – przekazał telefonicznie z pobliskiej kawiarni „Rival” Zygmunt Kaczyński „Wesoły”. Kaczyński pracował jako akwizytor firmy E. Wedel i jego częste wizyty ze słodyczami dla zatrudnionych na Szucha Niemców pozwalały mu w miarę swobodnie poruszać się po gmachu. To z kolei umożliwiało prowadzenie obserwacji i zdobywanie informacji dla polskiego ruchu oporu.
Zbiórka uczestników i wydanie broni odbyło się w pożydowskim mieszkaniu przy ul. Ciepłej, wynajętym przez Feliksa Pendelskiego. Jednak akcja, której później nadano kryptonim „Meksyk I”, została odwołana, kiedy członkowie oddziału zajęli już wyznaczone stanowiska pod Arsenałem. Nie zdołano bowiem uzyskać wymaganej zgody na jej przeprowadzenie ani od dowódcy Oddziałów Dyspozycyjnych Kedywu Komendy Głównej AK Jana Kiwerskiego „Lipińskiego”, który wyjechał na kilka dni z Warszawy, ani od jego zastępcy Mieczysława Kurkowskiego „Mietka”. Za radą „Zośki” członków oddziału poinformowano jednak, że przyczyną odwołania ataku był fakt, że Bytnara nie było wśród więźniów znajdujących się w nadjeżdżającej ciężarówce.
Tymczasem w wyniku okrutnych metod stosowanych przez Niemców podczas śledztwa, „Rudy” drugiego dnia po aresztowaniu z ciężkimi obrażeniami ciała i pierwszymi objawami mocznicy trafił do szpitala więziennego na Pawiaku. Ponieważ nie był już w stanie poruszać się o własnych siłach, na kolejne przesłuchanie na Szucha został zabrany na noszach.
Do dnia uwolnienia Bytnar był przesłuchiwany w centrali Gestapo trzykrotnie – we wtorek, czwartek i piątek. Miał być również przesłuchiwany w sobotę.

## Akcja „Meksyk II”
Informacji na temat przewozu więźniów pomiędzy Pawiakiem a aleją Szucha dostarczył oddziałowi Konrad Okolski „Kuba”, aresztowany przez Niemców i zwolniony na krótko przed akcją. Transport zatrzymanych odbywał się przykrytą plandeką ciężarówką marki Renault o numerach rejestracyjnych 72076. Więźniowie siedzieli na ławkach ustawionych w poprzek auta, plecami do kierunku jazdy. Transporty były konwojowane przez czterech funkcjonariuszy Gestapo uzbrojonych w broń krótką. Dwóch z nich zajmowało miejsca w szoferce obok kierowcy, pozostałych dwóch siedziało razem z więźniami, na obu końcach ławki znajdującej się najbliżej tylnej klapy ciężarówki. W jednym transporcie przewożono ok. 20 więźniów.
Zgodnie z opracowanym przez „Zośkę” 23 marca i tylko nieznacznie ulepszonym w kolejnych dniach planem, ciężarówka jadąca z al. Szucha na Pawiak miała zostać zaatakowana od czoła butelkami z benzyną zaraz po tym, jak skręci z ulicy Długiej w ulicę Nalewki. Podpalenie szoferki i wyhamowanie maszyny miały umożliwić zlikwidowanie z broni krótkiej dwóch konwojentów siedzących z tyłu auta, a następnie uwolnienie więźniów. Gdyby ten plan się nie powiódł, samochód miał zostać ostrzelany kolejno z dwóch pistoletów maszynowych sten (Grupy Szturmowe posiadały wówczas tylko dwie sztuki tej broni). Uzbrojony w stena członek oddziału ustawiony bliżej skrzyżowania z Długą miał strzelać do Niemców znajdujących się w szoferce prostopadle do osi jazdy. Gdyby auta w dalszym ciągu nie udawało się zatrzymać, jego ustawiony kilka metrów dalej kolega miał wbiec na jezdnię ulicy Nalewki i ostrzelać auto z drugiego stena pod kątem 45 stopni. W tej sytuacji należało liczyć się z tym, że przeszywające szoferkę kule mogą ranić przewożonych ciężarówką więźniów. Ostatecznością miało być wejście do walki czwartej grupy i rozbicie silnika renault czterema granatami. Rozmieszczenie wszystkich atakujących grup po jednej stronie ulicy zmniejszało ryzyko przypadkowego zranienia kolegów z sekcji, które wcześniej weszły do walki.
Sygnałem do rozpoczęcia i zakończenia akcji miał być gwizdek dowódcy. Po odbiciu więźniów jej uczestnicy mieli wycofać się pieszo ulicą Długą w kierunku Starego Miasta.
Bardzo istotną zmianą w porównaniu z akcją „Meksyk I” było to, że do transportu „Rudego” oraz rannych miał zostać użyty, pozyskany przez Jerzego Zborowskiego „Jeremiego”, stary samochód marki DKW („dekawka”). Tymczasem 23 marca dysponowano wyłącznie konną dorożką. Zorganizowano również punkt sanitarny w willi należącej do Adama Mirowskiego (ojca Stefana Mirowskiego) przy ul. Ursynowskiej 46 na Mokotowie. Obsługę punktu stanowili: lekarz–chirurg dr Andrzej Trojanowski „Andrzej”, Zofia Trojanowska „Tamara” oraz Maria Broniewska „Elżbieta”. Zgromadzono tam także środki opatrunkowe i podstawowe lekarstwa.
Miejsce ataku wybrano bardzo starannie. Specyficzny układ ulic w tym punkcie Warszawy powodował, że auto nadjeżdżające od strony placu Teatralnego musiało pokonać jeden po drugim dwa zakręty – najpierw wjeżdżając z ulicy Bielańskiej w Długą, a następnie, ok. 10 metrów dalej, skręcając z Długiej w ulicę Nalewki. Na tym krótkim odcinku trasy, który miał kształt litery „S”, konieczne było zatem znaczne zmniejszenie prędkości przez kierowcę więźniarki. To zwiększało szanse na zatrzymanie poruszającego się z dużą prędkością niemieckiego auta, co było podstawowym warunkiem powodzenia całej akcji. Bardzo istotnym argumentem za wyborem skrzyżowania Długiej i Nalewek była również największa z możliwych odległość od siedziby Gestapo w al. Szucha – dalej więźniarka wjeżdżała za mury warszawskiego getta, gdzie nie można było przeprowadzić ataku. Maksymalne oddalenie od siedziby Gestapo zapewniało największą ilość czasu na telefoniczne powiadomienie o wyjeździe na Pawiak samochodu z więźniami. Ponieważ bezpośredni atak na dobrze uzbrojony niemiecki konwój przejeżdżający szybko przez centrum miasta mógł spowodować straty wśród ludności cywilnej, starano się również wybrać miejsce, w którym można było rozstawić grupę ok. 20 młodych mężczyzn, jednak gdzie natężenie ruchu przechodniów nie było największe.
Do bezpośredniego udziału w akcji wyznaczono 28 członków warszawskich Grup Szturmowych. Niemal wszyscy należeli albo do dowodzonego przez „Zośkę” hufca „Centrum” lub też byli podwładnymi „Rudego” w hufcu „Południe”. Zostali oni podzieleni na dwie grupy, „Atak” i „Ubezpieczenie”, które z kolei dzieliły się na sekcje. Grupa „Atak” składała się z czterech sekcji. Ich nazwy pochodziły od broni, której ich członkowie mieli użyć dla zatrzymania więźniarki („Butelki”, „Sten I”, „Sten II” i „Granaty”). Z kolei zadaniem grupy „Ubezpieczenie” było niedopuszczenie na miejsce akcji przypadkowych sił wroga od strony ulicy Bielańskiej (sekcja „Sygnalizacja”, której pierwszym zadaniem było przekazanie sygnału o nadjeżdżającej więźniarce) oraz z obydwu kierunków ulicy Długiej (sekcje: „Getto” i „Stare Miasto”). Wysunięta najdalej na północ sekcja „Granaty”, wchodząca w skład grupy „Atak”, również miała do wykonania podwójne zadanie, gdyż stanowiła jednocześnie ubezpieczenie miejsca akcji od strony ul. Nalewki. Zgodnie z otrzymanymi wytycznymi uczestnicy akcji nie musieli odbierać likwidowanym Niemcom, granatowym policjantom i sięgającym po broń cywilom ich dokumentów.
Ze względu na emocjonalne zaangażowanie „Zośki”, 23 marca naczelnik Szarych Szeregów Florian Marciniak „Nowak” podjął decyzję, że dowództwo akcji odbicia „Rudego” obejmie komendant Chorągwi Warszawskiej Stanisław Broniewski „Orsza”.
Akcja pod kryptonimem „Meksyk II” została przeprowadzona w piątek 26 marca 1943.
Około 13.45 wiadomość o tym, że „Rudy” był wśród więźniów przewożonych rano na przesłuchanie z Pawiaka na Szucha, przekazała Helena Danielewicz „Lola”. To uruchomiło proces koncentracji członków oddziału na placu Żelaznej Bramy.
Zgodę na odbicie więźniów wydał ok. 40 minut przed akcją Jan Kiwerski „Lipiński”, który przybył na spotkanie bezpośrednio z dworca po swoim powrocie do Warszawy. Skwitował on złożony mu przez „Nowaka” w czasie spotkania na placu Trzech Krzyży pod Instytutem Głuchoniemych meldunek o planie ataku jednym słowem – „Trzaskać”. „Nowak” bezzwłocznie, korzystając z telefonu w pobliskiej aptece, przekazał tę wiadomość („Decyduję, byście załatwili tę transakcję”) Antoniemu Paukerowi w sklepie na Świętokrzyskiej. Tam chwilę później dotarli „Orsza” i Władysław Cieplak „Giewont”, którzy aż do 16.45 bezskutecznie czekali wraz z „Nowakiem” na placu Trzech Krzyży na spóźnionego – czemu winne było spóźnienie się pociągu – od 45 minut „Lipińskiego”. Następnie „Nowak” i „Lipiński” udali się na ulicę Bielańską i w czasie akcji znajdowali się pod gmachem Banku Polskiego.
Po przekazaniu mu informacji od „Loli” Zygmunt Kaczyński „Wesoły” przyjechał do siedziby Gestapo na Szucha. Tam przed godz. 17.00 zauważył niesionego na noszach skatowanego „Rudego”, który został dołączony do powrotnego transportu więźniów na Pawiak. Umówioną zaszyfrowaną wiadomość („Wysyłam towar, bezwzględnie musi być odebrany!”) „Wesoły” przekazał bezpośrednio z gmachu Gestapo, wykonując telefon w obecności kilku niemieckich oficerów.
Wiadomość od „Wesołego” odebrał czekający przy telefonie w znajdującej się przy ul. Długiej róg Bielańskiej restauracji Andrzej Wolski „Jur” i bezzwłocznie dostarczył ją dowodzącemu akcją „Orszy”.
O 17.20 wiadomość o wyjeździe więźniarki otrzymała sekcja „Sygnalizacja”. Około 17.30 od strony placu Teatralnego nadjechała ciężarówka Gestapo i ustawieni po przeciwnych stronach ulicy Bielańskiej: Witold Bartnicki „Kadłubek” (stojący na chodniku przed gmachem Banku Polskiego) i Konrad Okolski „Kuba” (czekający u wylotu ulicy Tłomackie, odwrócony tyłem i obserwujący ulicę w szybie wystawowej) przekazali kolejno umówione sygnały – głębokie ukłony kapeluszem lub czapką – o zbliżaniu się więźniarki. Punktualnie o 17.30 „Orsza” dźwiękiem gwizdka rozpoczął akcję.
Kolejne wydarzenia nie potoczyły się zgodnie z planem. Kierujący ciężarówką Niemiec, zaalarmowany strzałami oddanymi przez „Zośkę” do interweniującego polskiego granatowego policjanta, zamiast skręcić z ulicy Bielańskiej w Nalewki, gdzie na chodniku po stronie Pasażu Simonsa czekali – tworząc kolejne linie ataku – członkowie sekcji „Sten I”, „Sten II” i „Granaty”, przerwał wykonywanie rozpoczętego manewru skrętu w prawo, i pojechał na wprost ulicą Długą.
Samochód nie uniknął jednak ataku ze strony ustawionych najbliżej skrzyżowania członków sekcji „Butelki”. Pierwsza butelka z benzyną, rzucona przez Jana Rodowicza „Anodę”, minęła szoferkę i upadła na jezdnię. Druga trafiła w auto, jednak zsunęła się z szyby na maskę silnika, i dalej na chodnik. Dopiero trzecia, rzucona przez Tadeusza Chojko „Bolca”, rozbiła przednią szybę renault i samochód zaczął płonąć. Dwaj gestapowcy siedzący obok ciężko rannego, leżącego twarzą na kierownicy kierowcy, wyskoczyli z szoferki i próbowali gasić palące się na nich mundury, a auto siłą rozpędu potoczyło się wolno łagodnie nachyloną ulicą Długą w stronę – obecnie nieistniejącej – ulicy Przejazd i murów getta. Umożliwiło to przez kilka kolejnych minut prowadzenie skutecznej obrony przez dwóch siedzących w tyle wozu Niemców, którzy wykazali się wysokim poziomem wyszkolenia i przygotowania do walki ulicznej. Jeden z przewożonych więźniów, mjr Władysław Wyssogota-Zakrzewski, podjął próbę zorganizowania wypchnięcia gestapowców z auta, jednak ranny w ramię musiał się wycofać. Ranna została również Józefa Obórko.
Płonący samochód zatrzymał się za Arsenałem (według innego źródła – naprzeciwko wejścia do budynku). To spowodowało, że członkowie grupy „Atak” musieli przemieścić się ze swoich stanowisk zajmowanych na chodniku pod Pasażem Simonsa na drugą stronę ulicy Nalewki, gdzie zgrupowali się – powstrzymywani ogniem broniących się Niemców – w podcieniach przy południowo-wschodnim narożniku gmachu Arsenału. Jednak w czasie zmiany pozycji postrzelony wcześniej przez Zawadzkiego i leżący na ziemi granatowy policjant ranił w brzuch i w nogę przebiegającego przez ulicę Tadeusza Krzyżewicza „Buzdygana”.
W sytuacji przedłużającej się wymiany ognia o sukcesie akcji zadecydował bezpośredni atak poprowadzony przez „Zośkę”, który wraz z kolegami podbiegł do samochodu. Jeden z członków niemieckiego konwoju, który ranny wyskoczył z więźniarki, próbując schronić się z drugiej strony auta, został unieszkodliwiony. Eugeniusz Koecher „Kołczan” otworzył klapę ciężarówki, z której zaczęli wyskakiwać uwolnieni więźniowie. Wtedy na jezdnię osunął się siedzący nieruchomo drugi z gestapowców, który, jak się okazało, został zastrzelony podczas ataku. W czasie wymiany strzałów zginęła również ciotka „Zośki” Halina Siemieńska. Ranną w nogę Marię Szyfers (vel Schiffers) udało się umieścić w zatrzymanym oplu i wywieźć z miejsca akcji.
Niektórzy z oswobodzonych więźniów zaczęli uciekać ulicą Długą w kierunku Starego Miasta, inni szukali schronienia na terenie Arsenału, gdzie wskazówek co do kierunku dalszej ucieczki udzielili im pracownicy mieszczącego się tam Archiwum Miejskiego. Poprzez ruiny znajdującej się naprzeciwko zburzonej w 1939 kamienicy przy ul. Długiej zdołali przedostać się na Tłomackie i rozproszyć w różne strony na ulice Leszno, Rymarską i Bielańską.
Ani przejeżdżający tędy krótko po 17.30 na rowerze żołnierz niemiecki, ani załoga osobowego samochodu Wehrmachtu, nie włączyli się do walki. Również pilnująca murów getta policja niemiecka nie interweniowała i ograniczyła się do ostrzeliwania miejsca akcji z dużej odległości. Oficer SS, który w towarzystwie kobiety przechodził ulicą Nalewki, i który słysząc strzały sięgnął po broń, został trafiony przez „Alka”. Raniono także drugiego granatowego policjanta, który chwilę później pojawił się na Nalewkach.
W wyniku ataku uwolniono 21 więźniów, w tym „Rudego” oraz „Heńka” (w meldunku z 29 marca 1943 Florian Marciniak „Nowak” podał liczbę 25 uwolnionych, taką samą informację zamieścił również „Biuletyn Informacyjny”; została ona jednak później zmniejszona do 21 osób). Blisko połowę z nich stanowiły kobiety.
Niemogącego poruszać się o własnych siłach „Rudego” przeniesiono na rękach do samochodu ewakuacyjnego, który ze skrzyżowania Długiej i Bielańskiej na wstecznym biegu podjechał w pobliże płonącej karetki więziennej. Chwilę wcześniej w aucie umieszczono także ciężko rannego „Buzdygana”. Samochód, do którego wsiadł również „Zośka”, odjechał do punktu sanitarnego na ul. Ursynowską 46.
Gwizdek „Orszy” o 17.45 zakończył akcję. Jej uczestnicy rozpoczęli odwrót w kierunku Starego Miasta. Nie był to jednak koniec walki.
Chwilę po odjeździe samochodu z „Rudym” i „Buzdyganem”, z bramy jednej z kamienic przy ul. Długiej wyszedł Niemiec w mundurze SA, który oddał niecelny strzał w kierunku zajętego ładowaniem pistoletów – wymienionych wcześniej z Janem Rodowiczem „Anodą” – Józefa Saskiego „Katody”. Życie koledze uratował Stanisław Jastrzębski „Kopeć”, strzelając dwukrotnie do Niemca z rewolweru.
W czasie wycofywania się ulicą Długą w kierunku placu Krasińskich ostatnia grupa została ostrzelana przez Niemców z siedziby Arbeitsamtu (Urzędu Pracy) w pałacu pod Czterema Wiatrami (nr 38/40). Ciężko ranny w brzuch Aleksy Dawidowski „Alek” zdołał jednak celnie rzuconym granatem, który rozerwał się w bramie pałacu, otworzyć oddziałowi drogę odwrotu. W chwili, gdy odbezpieczał granat, podbiegł do niego Niemiec w cywilnym ubraniu, prawie przykładając mu lufę pistoletu do głowy. Dawidowski został uratowany przez nadbiegającego „Anodę”, który postrzelił Niemca w brzuch z dwóch trzymanych w rękach rewolwerów.
Jednak nie wszystkim uczestnikom akcji udało się wycofać. W czasie walki pod siedzibą Arbeitsamtu ładującego broń w bramie kamienicy przy ul. Długiej 27 (według innego źródła – Długiej 29) Huberta Lenka „Huberta” zatrzymał właściciel pobliskiej restauracji, 27-letni volksdeutsch i członek Sonderdienstu Edmund (vel Ernest) Sommer.
Rannego „Alka” umieszczono w zatrzymanym samochodzie należącym do reichsdeutscha Eliasza Hermana, przejeżdżającym w tym czasie ulicą Długą. Przy placu Krasińskich auto doścignęła i zajechała mu drogę opancerzona ciężarówka Wehrmachtu. Po raz drugi tego dnia granat rzucony przez Dawidowskiego pod nogi dwóch wyskakujących z samochodu niemieckich żołnierzy umożliwił bezpieczne kontynuowanie odwrotu. „Alek” na własną prośbę został przewieziony do mieszkania swego przyjaciela Andrzeja Zawadowskiego znajdującego się przy alei Wojska Polskiego 3 m.1 na Żoliborzu.
Pozostałym uczestnikom akcji udało się bezpiecznie wmieszać w tłum przechodniów na ulicy Miodowej i Starym Mieście.
Wywieziona z miejsca akcji zarekwirowanym autem, kierowanym przez Jerzego Pepłowskiego „Jurka TK”, Maria Szyfers została aresztowana (prawdopodobnie została wysadzona z auta na własne życzenie) po ostrzelaniu samochodu przez granatowego policjanta Franciszka Beima pełniącego służbę przed gmachem Sądów Grodzkich na Lesznie. Była to ostatnia potyczka podczas akcji „Meksyk II”.
Niemiecka żandarmeria i policja z psami dotarły pod Arsenał po ok. 20 minutach od zakończenia akcji.
Łączne straty niemieckie wyniosły 4 zabitych (w tym m.in. SS-Rottenführer Emil Hamm i SS-Rottenführer Schwarzmann z eskorty ciężarówki) oraz 9 rannych (m.in. SS-Unterscharführer Alfred Habicht, kierowca ciężarówki oraz dwóch polskich granatowych policjantów, Klemens Szulc i Antoni Kotomiński).

## Uczestnicy po stronie polskiej
Ostatecznie w akcji „Meksyk II” wzięło udział 29 osób (według Stanisława Broniewskiego – 28 osób), nie licząc trzyosobowej obsługi punktu sanitarnego oraz jego pięcioosobowego ubezpieczenia:
- Stanisław Broniewski „Orsza” – dowódca akcji

Grupa „Atak”
- Tadeusz Zawadzki „Zośka” – dowódca grupy
- Jan Rodowicz „Anoda” – dowódca sekcji „Butelki”
- Tadeusz Chojko „Bolec”
- Henryk Kupis „Heniek”
- Stanisław Pomykalski „Stasiek”
- Sławomir Bittner „Maciek” – dowódca sekcji „Sten I” oraz obsługa stena
- Eugeniusz Koecher „Kołczan”
- Wiesław Krajewski „Sem”
- Jerzy Gawin „Słoń” – dowódca sekcji „Sten II” oraz obsługa stena
- Tadeusz Krzyżewicz „Buzdygan” – zmarł w wyniku odniesionych ran 2 kwietnia 1943 w Szpitalu Przemienienia Pańskiego
- Tadeusz Szajnoch „Cielak”
- Aleksy Dawidowski „Alek” – dowódca sekcji „Granaty”, zmarł w wyniku odniesionych ran 30 marca 1943 w Szpitalu Dzieciątka Jezus
- Hubert Lenk „Hubert” – ujęty w czasie akcji, zamordowany podczas śledztwa przez Gestapo
- Jerzy Zapadko „Mirski”

Grupa „Ubezpieczenie”
- Władysław Cieplak „Giewont” – dowódca grupy
- Konrad Okolski „Kuba” – dowódca sekcji „Sygnalizacja” (sygnalizowanie zbliżającej się więźniarki oraz ubezpieczenie – ul. Bielańska od strony placu Teatralnego)
- Witold Bartnicki „Kadłubek”
- Andrzej Wolski „Jur”
- Józef Saski „Katoda” – dowódca sekcji „Stare Miasto” (ubezpieczenie ul. Długa – od strony wschodniej)
- Stanisław Jastrzębski „Kopeć”
- Żelisław Olech „Rawicz”
- Kazimierz Łodziński „Kapsiut” – według planu miał zastępować Feliksa Pendelskiego „Felka”, ten jednak w ostatniej chwili zdołał dotrzeć pod Arsenał. „Kapsiut” pozostał jednak w miejscu akcji i ubezpieczał kolegów od strony placu Krasińskich[75]
- Jerzy Trzciński „Tytus” – dowódca sekcji „Getto” (ubezpieczenie ul. Długa – od strony zachodniej)
- Feliks Pendelski „Felek”
- Józef Pleszczyński „Ziutek”
- Jerzy Tabor „Pająk”
- Jerzy Zborowski „Jeremi” – kierowca wozu
- Jerzy Pepłowski „Jurek TK” – ubezpieczenie wozu

Średnia wieku uczestników akcji pod Arsenałem wynosiła około 21 lat.
II wojnę światową przeżyło 11 uczestników akcji. W lipcu 2011 zmarł ostatni z nich – Kazimierz Łodziński „Kapsiut”.

## Po akcji
Broń użyta w czasie ataku, pochodząca z zakonspirowanego magazynu broni przy ul. Ursynowskiej 60, została zdana po akcji przez jej uczestników na ręce dowódców grup, a następnie ukryta przez Juliusza Bogdana Deczkowskiego „Laudańskiego” w pralni domu przy ul. Ursynowskiej 10.
Tego samego dnia wieczorem Bytnar został przeniesiony przez kolegów na kocu do znajdującego się na pierwszym piętrze kamienicy przy ul. Kazimierzowskiej 15 mieszkania Gustawa Wuttke. Stąd w niedzielę 28 marca przeniesiono go do mieszkania przy ul. Karłowicza 18.
„Rudy” opowiedział „Zośce”, „Orszy” i „Florianowi” o wszystkim, o co pytano go w czasie śledztwa, podobne zeznania złożył również „Heniek”, który po akcji ukrywał się przy ul. Strzeleckiej. To dało dowództwu obraz stanu wiedzy Gestapo o Szarych Szeregach.
Wobec pogarszającego się stanu zdrowia zmasakrowanego w czasie przesłuchań Bytnara jedyną szansę na uratowanie mu życia dawała interwencja chirurgiczna. Względy bezpieczeństwa wykluczały jednak przeprowadzenie operacji w jednym z warszawskich szpitali. Zoperowania chorego w prywatnym mieszkaniu podjął się dr Trojanowski. W dniu zaplanowanej na 30 marca operacji „Zośce”, przy pomocy Jana Rossmana i dra Juliusza Majkowskiego, udało się zorganizować przewiezienie przyjaciela autem Miejskich Zakładów Sanitarnych do Szpitala Wolskiego przy ul. Płockiej 26. Jednak stan Bytnara był już wtedy krytyczny i lekarze nie byli w stanie mu pomóc.
„Rudy” zmarł krótko po przewiezieniu do Szpitala Wolskiego, we wtorek 30 marca 1943 ok. godz. 16.30. Tego samego dnia, pomimo operacji przeprowadzonej przez Andrzeja Trojanowskiego, w Szpitalu Dzieciątka Jezus przy ul. Nowogrodzkiej w wyniku ran odniesionych w czasie akcji zmarł „Alek”.
Tadeusz Krzyżewicz „Buzdygan”, który trafił wraz „Rudym” do punktu sanitarnego na ul. Ursynowską 46, tego samego dnia wieczorem został przewieziony dorożką przez Stefana i Tadeusza Mirowskich do Szpitala Przemienienia Pańskiego, który w tamtym czasie mieścił się w gmachu Żydowskiego Domu Akademickiego przy ul. Sierakowskiego 7 na Pradze. Tam zmarł 2 kwietnia 1943.
Podczas rewizji przeprowadzonej przez Sommersa przy pomocy polskiego granatowego policjanta przy Hubercie Lenku „Hubercie” znaleziono dwa pistolety i granat. Tego samego dnia chłopaka przewieziono na Pawiak. Został zakatowany przez Gestapo podczas przesłuchania, prawdopodobnie w alei Szucha, dwa dni po swoim aresztowaniu. Pomimo tortur nikogo nie wydał i prowadzone przez Niemców śledztwo utknęło w martwym punkcie.
W odwecie za akcję pod Arsenałem 27 marca 1943 na dziedzińcu Pawiaka rozstrzelano 140 więźniów – Polaków i Żydów. Zwłoki ofiar egzekucji pogrzebano na terenie boiska Robotniczego Klubu Sportowego „Skra” przy ul. Okopowej 43/47 (obok cmentarza żydowskiego).
27 marca w mieszkaniu przy ul. Marszałkowskiej 74 Gestapo aresztowało rodziców i trzy siostry jednego z uczestników akcji, Jerzego Trzcińskiego „Tytusa”. Tej samej nocy zatrzymano również trzy osoby w mieszkaniu państwa Zdanowiczów przy ul. Grottgera 21, gdzie odbywały się spotkania drużyny „Alka”. Prawdopodobnie te dwa adresy miał zanotowane „Hubert”. Został on również zmuszony przez Niemców do wzięcia udziału w obu zatrzymaniach.
Kilkoro z uwolnionych podczas akcji więźniów, w obawie o los swoich rodzin, dobrowolnie zgłosiło się na policję. Po przesłuchaniach wszyscy zostali wywiezieni do obozów koncentracyjnych.
Na początku kwietnia 1943 Niemcy aresztowali kilku pracowników Archiwum Miejskiego, w tym wskazujących uwolnionym więźniom drogę ucieczki Lucjana Łucejkę (zakatowany na Pawiaku) oraz Adama Englerta (po przesłuchaniach trafił do obozu Auschwitz-Birkenau, a następnie do Buchenwaldu, przeżył wojnę).
Aresztowany wraz z synem Stanisław Bytnar 13 maja 1943 został wywieziony do Auschwitz-Birkenau. Zginął podczas ewakuacji obozu w 1945.
3 maja 1943 Komendant Sił Zbrojnych w Kraju Stefan Rowecki „Grot” nadał pośmiertnie Aleksemu Dawidowskiemu Krzyż Orderu Virtuti Militari V klasy za bohaterską postawę wobec wroga i śmierć na posterunku. „Alek” był pierwszym harcerzem Szarych Szeregów, który otrzymał to najwyższe polskie odznaczenie wojskowe. Tym samym rozkazem „Grot” nadał Tadeuszowi Krzyżewiczowi (również pośmiertnie), Tadeuszowi Zawadzkiemu, Janowi Rodowiczowi, Jerzemu Gawinowi, Sławomirowi Bittnerowi oraz Eugeniuszowi Koecherowi Krzyże Walecznych.
6 maja 1943 przy ulicy Polnej przy Mokotowskiej zginął z rąk „Zośki” i „Maćka” SS-Oberscharführer Herbert Schulz, jeden z gestapowców przesłuchujących „Rudego” (pierwotny plan porwania go, a następnie przesłuchania w Lesie Kabackim, nie powiódł się). 22 maja na rogu ulicy Wiejskiej i placu Trzech Krzyży Andrzej Góral „Tomasz” (według innego źródła byli to Jerzy Zapadko „Mirski” i Kazimierz Kardaś „Orkan”) zastrzelił drugiego z Niemców torturujących Bytnara – urzędnika kryminalnego SS-Rottenführera Ewalda Langego.
18 lipca 1943 na stacji kolejowej w Józefowie żołnierze Kedywu z Oddziału Osjan wykonali wyrok na Edmundzie Sommerze, sprawcy aresztowania „Huberta”.
Trudności związane z pochowaniem w tajemnicy przed Niemcami „Rudego” oraz zmarłych w wyniku ran postrzałowych „Alka” i „Buzdygana”, a także prawdopodobieństwo ponoszenia strat w ludziach podczas kolejnych akcji, skłoniło dowództwo Grup Szturmowych do powołania jednoosobowej komórki, która zajmowałaby się pogrzebami. Uzyskując zgodę na pochowanie Bytnara – pod fikcyjnym nazwiskiem Jana Domańskiego – na Cmentarzu Wojskowym na Powązkach, uzyskano jednocześnie zgodę na zajęcie pod przyszłe groby terenu obok miejsca pochówku „Rudego”. W taki sposób na Wojskowych Powązkach powstała późniejsza kwatera Harcerskiego Batalionu Armii Krajowej „Zośka” (A–20).
Do 26 marca 1943 trasa przejazdu ciężarówek z więźniami z al. Szucha na Pawiak była stała i przebiegała ulicami: al. Szucha – pl. Na Rozdrożu – Al. Ujazdowskie – pl. Trzech Krzyży – ul. Nowy Świat – ul. Krakowskie Przedmieście – ul. Królewska (lub Ossolińskich) – pl. Marszałka Józefa Piłsudskiego – ul. Wierzbowa – pl. Teatralny – ul. Bielańska – ul. Długa – ul. Nalewki – brama getta – ul. Nalewki – ul. Nowolipki – ul. Karmelicka (lub Zamenhofa) – ul. Dzielna – Pawiak. Po akcji pod Arsenałem Niemcy wprowadzili zmiany w transporcie więźniów – zaczęto wykorzystywać inny typ samochodu, zwiększono jego ochronę oraz wprowadzono zasadę różnicowania tras przejazdu konwojów.
Akcja została przywołana jako jeden z przykładów rosnącej aktywności polskiego ruchu oporu podczas roboczej konferencji na temat stanu bezpieczeństwa w Generalnym Gubernatorstwie, która odbyła się 15 kwietnia 1943 na Wawelu w Krakowie. Gubernator Hans Frank zanotował w swoim „Dzienniku”:

(…) Jak tego dowodzi wypadek z Hoffmannem, bandyci przeprowadzają swoje napady ściśle według planu, o dokładnie zapowiedzianej godzinie. Jak bezczelnie i hardo poczynają sobie bandy świadczy też niedawny napad w Warszawie na transport więźniów.

Kryptonim „Meksyk” nadano jeszcze dwóm innym akcjom Grup Szturmowych. Pierwsza z nich miała na celu odbicie w kwietniu 1943 na placu Starynkiewicza przewożonych tędy więźniów („Meksyk III”, nie doszła do skutku), druga – uwolnienie 8 maja 1943 na ul. Koszykowej Floriana Marciniaka, aresztowanego dwa dni wcześniej w Warszawie przez funkcjonariuszy poznańskiego Gestapo („Meksyk IV”, nieudana, gdyż Niemcy zmienili trasę przejazdu auta, którym był przewożony naczelnik Szarych Szeregów).

## Relacje i upamiętnienie
Akcja została opisana w książce Aleksandra Kamińskiego (w pierwszych dwóch okupacyjnych wydaniach pod pseudonimem Juliusza Góreckiego) Kamienie na szaniec. Opowiadanie o Wojtku i Czarnym, która ukazała się po raz pierwszy w lipcu 1943. Książka powstała na podstawie relacji Tadeusza Zawadzkiego spisanej w ostatnim tygodniu kwietnia 1943.
Pełny opis akcji został zawarty w monografii Stanisława Broniewskiego Pod Arsenałem (1957) oraz jej późniejszych, zmienianych i uzupełnianych wydaniach – pod zmienionym tytułem Akcja pod Arsenałem (1972, 1983, 1993). Została także zekranizowana w filmach Strzały pod Arsenałem w reżyserii Jerzego Wolena (1969) i Akcja pod Arsenałem w reżyserii Jana Łomnickiego (1977). Akcja została również pokazana w ekranizacji powieści Kamińskiego Kamienie na szaniec (2014) w reżyserii Roberta Glińskiego.
26 marca 1958 z inicjatywy Jana Rolewicza krakowski Szczep Dąbie wmurował we frontową ścianę Arsenału mosiężną tabliczkę o treści: Tu 25. marzec 1943 harcerze Szarych Szeregów odbili Janka Bytnara „Rudego”. W marcu 1968 została ona zastąpiona obecną tablicą pamiątkową.
26 marca 1993, w 50. rocznicę akcji pod Arsenałem, premier Hanna Suchocka odsłoniła przed budynkiem kamień pamiątkowy z lilijką oraz znakiem Polski Walczącej. Obok umieszczono mniejsze kamienie, upamiętniające Polaków, którzy zmarli po akcji. 26 marca 2003 na kamieniu pamiątkowym umieszczono dodatkowo tablicę od weteranów Armii Krajowej z batalionów „Zośka” i „Parasol”.
W celu upamiętnienia akcji pod Arsenałem i uczczenia jej uczestników co roku w Warszawie Związek Harcerstwa Polskiego i Związek Harcerstwa Rzeczypospolitej organizują rajdy: „Arsenał” (ZHP) i „Meksyk” (ZHR). Pierwszy rajd harcerski zorganizowano w 1971.
31 sierpnia 2006 Rada Warszawy na wniosek Światowego Związku Żołnierzy AK i Stowarzyszenia Szarych Szeregów podjęła uchwałę o zmianie nazwy stacji warszawskiego metra Ratusz na Ratusz Arsenał.
Co roku 26 marca o 17.30 (godzina rozpoczęcia akcji) pod gmachem Arsenału są organizowane uroczystości rocznicowe z apelem poległych.